# 糸魚川のヒスイ

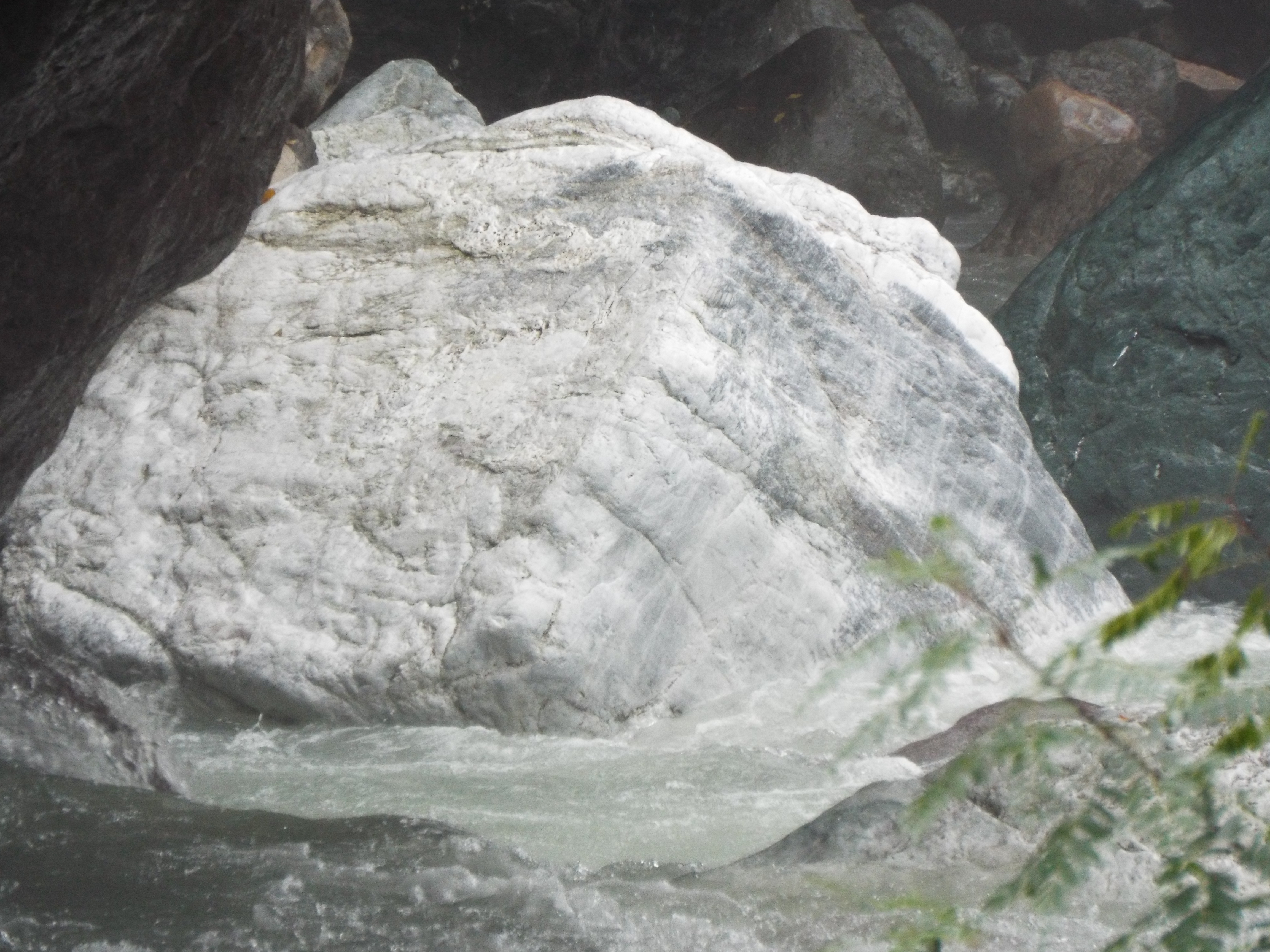
小滝川ヒスイ峡のヒスイ原石（2018年9月15日）

本項では、新潟県糸魚川市とその周辺におけるヒスイの生成と地学的見地、そして利用の歴史などについて取り上げる。糸魚川市近辺で産出されるヒスイは、5億2000万年前に生成された。長い時間を経て、原産地周辺ではヒスイを利用する文化が芽生えた。その発祥は、約7000年前の縄文時代前期後葉までさかのぼることができる。これは世界的にみても最古のもので、同じくヒスイを利用したことで知られるメソアメリカのオルメカ文化（約3000年前）とマヤ文明（約2000年前）よりはるかに古い起源をもつ。
ヒスイ文化は原産地である糸魚川を中心とする北陸地方で著しい発展を見せた。ヒスイ製の玉類などは、その美しさと貴重さゆえに威信財（いしんざい）として尊ばれた。ヒスイ製品の完成品や原石類は縄文時代、弥生時代から古墳時代を通じて近隣地域だけではなく、西は九州・沖縄、北は青森や北海道、さらには海を越えた朝鮮半島にまで広く流通した。
奈良時代になるとヒスイの文化は急激に衰退していき、やがて完全に姿を消した。その後は「日本にはヒスイが産出しない」という説が出るほど、糸魚川産のヒスイの存在は忘れ去られていた。
1935年（昭和10年）、約1200年の時を隔ててヒスイが糸魚川で再発見された。以後の考古学的調査や科学的分析などを集積した結果、縄文時代以降に日本で利用されたヒスイはそのすべてが糸魚川産であることが明らかになった。2016年（平成28年）、日本鉱物科学会はヒスイを「国石」として選定している。

## ヒスイの特徴と糸魚川ヒスイ
ヒスイは、主としてヒスイ輝石（化学組成: NaAlSi2O6）で構成される石であり、中でも美しいものは宝石として利用されてきた。ヒスイは、産出量と品質、そして利用されてきた歴史の古さと地域の広さから、日本で産出される宝石類の中でも最も重要なものである。
日本では糸魚川を含めて2018年の時点で12か所のヒスイ産地が確認されているが、中でも新潟県糸魚川市とその周辺のヒスイ産地は縄文時代から利用されてきたという歴史がある。そのうち美しいヒスイを産するのは、糸魚川を除けば若桜（鳥取県若桜町角谷）、戸根渓谷（長崎県長崎市琴海町）、大屋（兵庫県養父市）である。ただし糸魚川以外の地域で産するヒスイは、利用された形跡が見当たらない。
ヒスイ輝石の比重は3.2と、比較的密度が大きい石である。またモース硬度は6.5から7と、宝石の中では比較的硬度は低めであるが、微細結晶が絡み合う構造を持つヒスイ輝石は壊れにくさ、割れにくさという点では宝石の中でも上位に位置する。

## 糸魚川周辺のヒスイ産地とその特徴

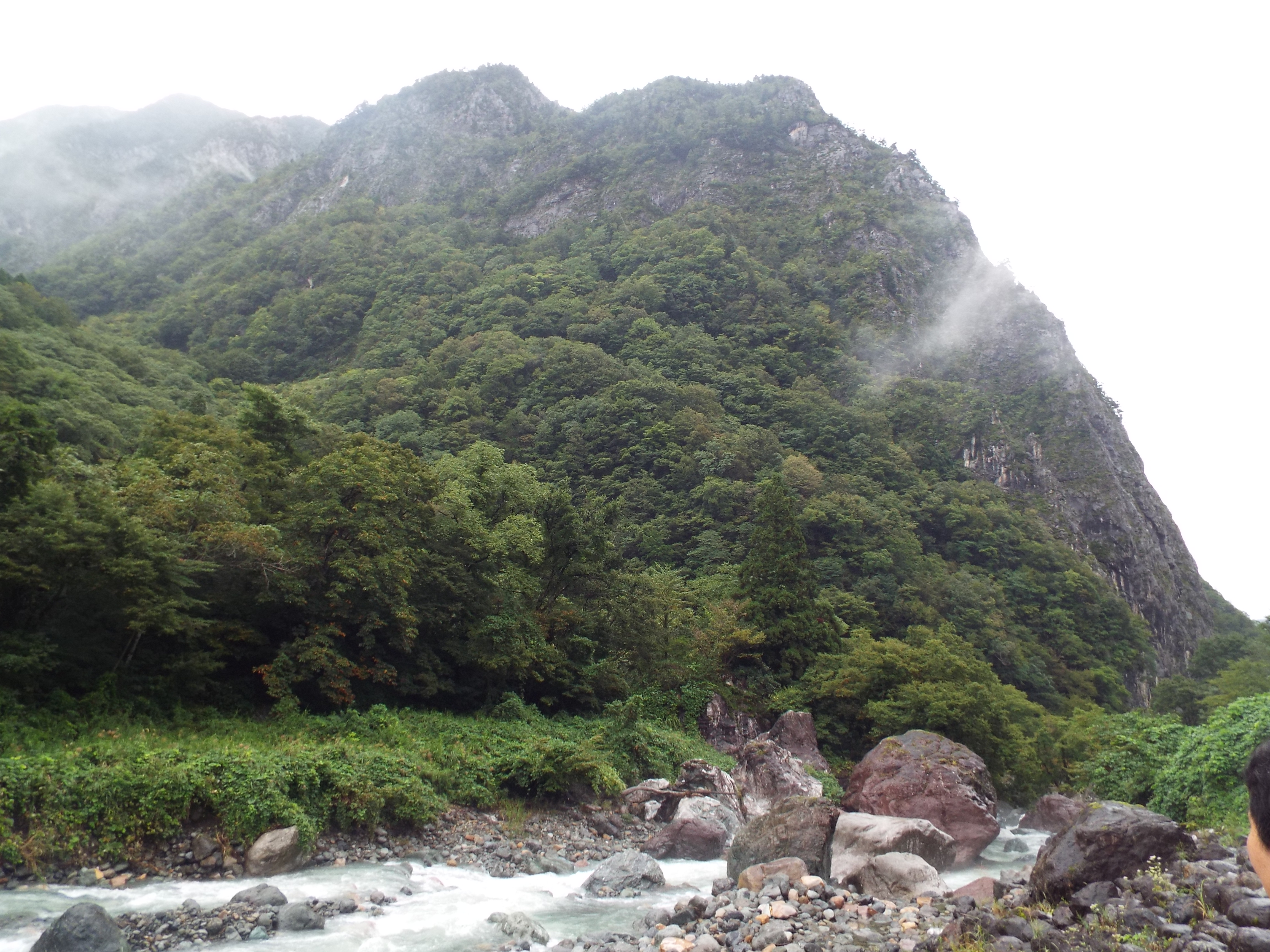
小滝川ヒスイ峡全景（2018年9月15日）

糸魚川とその周辺の主要ヒスイ産地は、姫川、青海川の流域と両河川が流入する日本海沿岸である。後述のように姫川、青海川の下流域から日本海海岸のヒスイは原産地から流出、運搬、堆積したものであって、ヒスイ原産地はそのほとんどが糸魚川市内の姫川、青海川の中上流域である。ただ、長野県白馬村の白馬岳八方尾根北方の蛇紋岩メランジュ内と、長野県小谷村を流れる姫川支流である浦川流域にも少量のヒスイが確認されている。

### 姫川ヒスイ産地
長野県北西部から新潟県南西部を北流し、日本海に注ぐ姫川の中上流域にヒスイの原産地が確認されている。前述の長野県白馬村、小谷村のヒスイ産地も姫川上流域に当たる。中でも姫川支流の小滝川中流域にはヒスイの転石が現存していて、1956年に小滝川硬玉産地として天然記念物に指定されている。これら姫川流域のヒスイは蛇紋岩メランジュ帯内に産出する。

### 青海川ヒスイ産地
姫川の西側、新潟県南西部を北流する青海川流域にもヒスイの原産地が確認されている。やはり姫川流域と同じく、ヒスイは蛇紋岩メランジュ帯内に産出する。青海川流域のヒスイ産地で最も大規模なものは橋立のヒスイ産地であり、姫川支流小滝川中流域と同じく、ヒスイの転石が現存しており、1957年に青海川硬玉産地として天然記念物の指定を受けている。青海川流域のヒスイ原産地の発見は1954年のことで、発見後比較的短期間で天然記念物の指定を受けたため、発見後に盗掘の被害を受けたとはいえ、小滝川のヒスイ原産地よりも良質のヒスイが残っている。

### 河川流域と海岸部のヒスイ産地

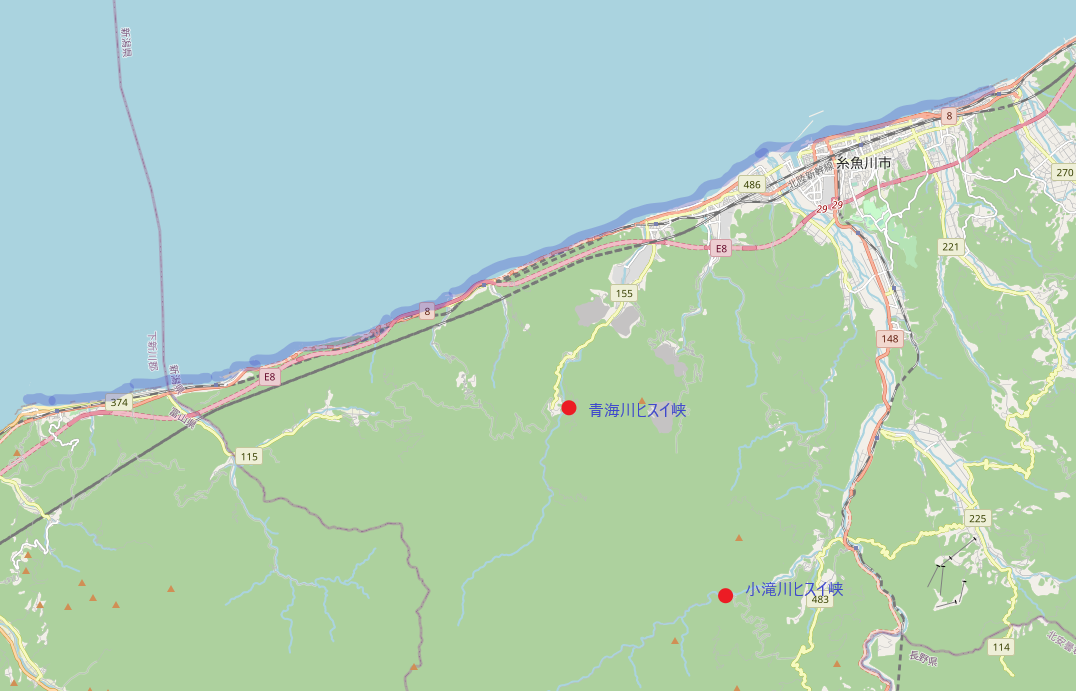
糸魚川周辺のヒスイ産地とヒスイがよく見られる海岸線の地図。ヒスイがよく見られる海岸線は、地図上で青い太線で表示している（木島勉「縄文時代における翡翠加工 生産遺跡とその技術」『ヒスイ文化フォーラム2003』より）

姫川と青海川の中、上流域のヒスイ原産地から流出、運搬、堆積された結果、両河川の中流から下流域、そして東側は糸魚川市大和川海岸から西は富山県朝日町の宮崎海岸までの約40キロメートル間の日本海海岸沿いでヒスイが確認できる。遺跡からの加工前の原石出土状況から、縄文時代以降の古代における糸魚川地区産のヒスイ利用は、姫川、青海川の河口域ならびに日本海海岸に堆積したヒスイの礫を採集したものであると考えられている。
なお、小滝川や青海川と同様にヒスイを含んだ蛇紋岩メランジュ帯がヒスイ海岸の海底にも分布しているのではないかという説がみられる。この層から波のかくはん作用によってヒスイを含んだ蛇紋岩が海岸に打ち上げられると考えられているが、海底の地質については明らかになっていない。

## 日本列島の誕生とヒスイの形成

### 5億2000万年前の世界最古のヒスイ
上述のように糸魚川市とその周辺に産出されるヒスイは、もともとは蛇紋岩メランジュ内にあったものである。かつて糸魚川周辺で産出されるヒスイは、ヒスイとともに蛇紋岩メランジュ内に含まれる結晶片岩の分析により得られた生成年代などから、約4億年前から3億年前頃に生成されたものと考えられていた。
しかし後述のように蛇紋岩メランジュは、地中深くで生成された蛇紋岩の岩体が周囲の様々な種類の岩石を取り込んでいくことで形成される。つまり蛇紋岩メランジュの中に取り込まれたヒスイと結晶片岩が同時期に生成されたものとは限らない。そこでヒスイそのものの生成年代を直接測ることが求められた。年代を直接測定する際、ヒスイ内に含まれるジルコンに着目した。糸魚川産のヒスイに含まれるジルコンはその性状から判断してヒスイと同時に生成されたと考えられる。ジルコンの試料をウラン-鉛法 (U-Pb) を用いて年代測定を行ったところ、約5億2000万年前のオルドビス紀に生成されたとの結果が出た。
糸魚川のヒスイが生成された約5億2000万年前という年代は、岡山県新見市大佐山に産するヒスイとともに、確認されている中では最も古い年代に生成されたものである。つまり糸魚川のヒスイは世界最古のヒスイである。

### 熱水によって生成されたヒスイ
ヒスイはもともと、高温高圧下の変成作用の結果、曹長石がヒスイ輝石と石英に変成して生成されると考えられていた。この従来のヒスイ生成説ではヒスイと同時に必ず石英が生成される。しかし糸魚川のヒスイのみならず、日本国内、そして世界的にみてもヒスイと石英が同時に確認できる例に乏しく、従来の生成説は実際のヒスイの産状から見て大きな矛盾があった。結局、ヒスイは曹長石から生成されたのではなく、別の原因で形作られていったものと考えられるようになった。
ヒスイの原石を丹念に調べていくうちに、自形結晶と呼ばれる形の整った結晶が確認された。自形結晶は液相、ないし気相の中で結晶が成長していくプロセスを経て形成されていく。つまりヒスイは液体ないし気体の中で成長していく過程を経て生成されたことが想定される。またヒスイの自形結晶のそばにはソーダ沸石が確認された。沸石は熱水から生成される代表的な鉱物であり、このことからヒスイは熱水から生成されたのではないかとの説が唱えられるようになった。
その他、ヒスイの中に熱水が割れ目に入りこんで結晶したものと判断される脈状の構造が確認されており、これらの証拠から低温高圧の環境下で、ヒスイは熱水から析出されることによって生成されたと考えられるようになった。具体的には海洋プレートが沈み込んでいく沈み込み帯でヒスイは生成されると考えられている。沈み込んでいく海洋プレートは温度が比較的低く、その上、沈み込んでいく過程で脱水されていくため、大量の熱水が生み出される。ヒスイは沈み込んでいく海洋プレートの直上という、比較的低温かつ高圧、そして豊富に熱水が供給される、マントルのカンラン岩が熱水によって蛇紋岩化されるような場所で生成される。
しかし熱水によってヒスイが生成されたとの説にも難点がある。それは糸魚川のヒスイの中にも見られる、大きさが数メートル、重量にして100トンを超える巨大なヒスイがある点である。熱水からヒスイが析出されるとして、果たしてそのような巨大なヒスイが析出され得るのかが疑問視されている。この点については熱水による変成作用で他の岩石がヒスイに変化したのではとの説が唱えられている。

### プレートの沈み込み開始とヒスイの誕生
日本列島の歴史は約7億年であると考えられている。約7億年の歴史は大きく分けて3期に区分される。約7億年前、超大陸 ロディニアの分裂時、原日本は南中国地塊と北米地塊との間に挟まれた地域の中で、南中国地塊付近に位置していたと考えられる。この時点で南中国地塊の大陸縁にあった原日本は、大きな地殻変動に見舞われることがない受動的な大陸縁であったと見られている。
約5億2000万年前、原日本に大きな変化が訪れる。海洋プレートの沈み込みが始まったのである。それまでの受動的な大陸縁であった原日本は一転、活動的な大陸縁となって造山運動が始まり、成長していくようになる。その後約5億年、活動的な大陸縁の時代が続いた後、約2000万年前に背弧海盆である日本海の拡大開始に伴い、大陸から離れ、島弧としての日本列島が形成されていき、現在に至っている。
約5億2000万年前といえば、糸魚川周辺、そして岡山県新見市の大佐山でヒスイが形成された時期に当たる。糸魚川と岡山県新見市という離れた場所から、熱水活動の証拠と考えられるヒスイが確認されるということは、約5億2000万年前の原日本では広範囲で熱水活動が見られたことを示唆している。これまでの受動的な大陸縁であった原日本で海洋プレートの沈み込みが始まり、プレートが地殻深部、そしてマントル上部に持ち込んだ水によって熱水活動が始まり、それに伴い地表から約30キロメートル以深でヒスイが生成されていった
。

### マントルの温度低下とヒスイの生成
前述のように糸魚川で産出されるヒスイの生成年代は、岡山県新見市大佐山のヒスイとともに約5億2000万年前と、確認されている中では世界最古のものである。糸魚川のヒスイが生成される以前の地球はマントルが現在よりも高温で、プレートの沈み込み帯の温度が低温高圧というヒスイの形成条件よりも高かったと考えられている。
約6億年前以前の地球ではヒスイは生成されなかったと考えられている。ヒスイ以外にも低温高圧下の環境での変成作用で生成される青色片岩も、マントルの温度が低下した約7億5000万年前から生成されるようになり、6億年前以降に広く生成されている。

### ヒスイの地表近くまでの上昇
プレート沈み込み帯の蛇紋岩が生成されるような場所では通常、ヒスイも生成されると考えられている。そうなると地球上でヒスイが生成される場所は決して少なくはない。しかし実際にはヒスイの分布は限られている。これは沈み込み帯の約30キロメートル以上の深さで生成されたヒスイが、地上にまでもたらされることが稀な現象であるからだと見られている。
つまり約5億2000万年前に生成された糸魚川のヒスイは、何らかの理由で地表までもたらされるという比較的稀な現象が起きたことになる。2億年間近く、糸魚川のヒスイが生成された海洋プレートの沈み込みは大きな変化なく持続していたと考えられている。そして沈み込みが持続していた約2億年近くの間、沈み込む海洋プレートが大陸側のプレートを削り取る構造浸食作用も継続していた。その結果としてプレートの沈み込み帯で成長する、一般的に約100～200キロメートルの幅で形成される地質帯の多くが削り取られるという結果を招いた。
構造浸食作用の結果、沈み込む海洋プレートと大陸プレートの間に水が浸透しやすくなる。そのためマントルのかんらん岩の蛇紋岩化も持続していく。また蛇紋岩はプレートやマントルよりも密度が低いため、浮力を生じて沈み込み帯で生成されたヒスイなどの周囲の岩石を巻き込み、様々な岩石を取り込んだ蛇紋岩メランジュを形成しながら上昇していく。蛇紋岩メランジュはしばしば海溝の斜面付近まで上昇することが知られている。
ヒスイなどを取り込んだ蛇紋岩メランジュが上昇していく中で、原日本列島に新たな大きな地殻変動が発生した。約3億5000万年前の石炭紀以降、現在のアジア地域を形成する複数の地塊が、南半球や低緯度から北へ向けて一斉に大移動を始めた。この大移動の原動力はマントルに発生した大規模な下降流であり、地塊はその流れに巻き込まれるように移動したと考えられている。この現象は石炭紀に続くペルム紀、三畳紀も継続し、地塊が移動していく中で約2億4000万年前から2億3000万年前の三畳紀中期に、原日本の大部分を占める南中国地塊と、飛騨帯など北中国地塊の衝突が発生した。
ヒスイを取り込んだ蛇紋岩メランジュは、その南中国地塊と北中国地塊との衝突によって、地下から押し出だされるようにして地上近くへと上昇してきた。糸魚川地域のヒスイを含んだ蛇紋岩メランジュは、三畳紀中頃以降も約2億年前から1億年前の間、そして約1億年前にも上昇していることが確認されている。つまりヒスイの地表近くまでの上昇は計3回発生したと考えられている。これは飛騨帯や大陸側のプレートがヒスイを含んだ蛇紋岩メランジュを地表近くまで押し出す作用が断続的に働いた結果であると見られている。
また糸魚川地域は、飛騨帯や大陸側のプレートが押す力を正面から受ける位置にある。やはり5億2000万年前以降にヒスイが生成された岡山県大佐山周辺は側面から受ける形となる。そのため、糸魚川地域はより強い力で地下から多くのヒスイを含んだ蛇紋岩メランジュが絞り出されることになり。他の地域よりも多くのヒスイが地表近くまでもたらされることになった。

### 飛騨山脈の誕生と糸魚川ヒスイ
新生代の約2500万年前、東アジア直下で比較的小規模なマントルプルーム活動が始まった。その結果として大陸地殻内に断裂による地溝帯が生じ、日本海、バイカル湖などに成長していく。中新世後期の約2000万年前から1500万年前には日本海の拡大によって日本列島はアジア大陸から切り離され、現在の島弧の形となった。
ところで日本海の拡大時に、拡大軸と直交するトランスフォーム断層が発達し、島弧となった日本列島の中央部に深い断裂が形成された。この断裂が東北日本と西南日本の地質的境界線となるフォッサマグナとなっていく
そして約300万年前以降、中部から東北日本にかけて圧縮する力が働くようになった。その結果、中部から東北日本は全体的に隆起するようになり、比較的海が多かった状態から陸化が進み、山脈が形成されていく
。このような中で形成された山脈のひとつが飛騨山脈である。飛騨山脈の隆起は約270万年前から始まったと考えられている。飛騨帯や大陸側のプレートに押し出られるようにして地表の比較的近くまで運ばれていた糸魚川周辺の蛇紋岩メランジュ中のヒスイは、飛騨山脈の形成に伴って高所に位置するようになる。
ヒスイを含んだ蛇紋岩メランジュは古生代に形成されたものであるため石自体は硬いものの、長年にわたる様々な地質変動の影響を受けで脆くなっている。そのため高所に位置するようになった蛇紋岩メランジュはしばしば崩壊や土石流を引き起こすようになった。ヒスイは比較的密度が高いため、崩壊や土石流によっても他の密度が比較的低い岩石よりも流されにくく、山中に残りやすい。しかし大規模な土石流が発生した場合などはやはり山中から流出する。飛騨山脈の隆起のスピードは早く、山脈は急速に高度を増していき、その結果として大規模な土石流や崩壊がしばしば発生するようになった。山中から流出したヒスイは途中河川で削られながら海岸までもたらされる。その結果、糸魚川周辺では河川や海岸にヒスイの原石が存在するようになった。

## ヒスイ利用の歴史-古代から奈良時代まで

### 各国のヒスイ文化
考古学においては、ヒスイといえば硬玉（ジェダイト、jadeite）を指し、軟玉（ネフライト、nephrite）はヒスイとは呼ばない。本項においても、単に「ヒスイ」という場合は硬玉のことについて記述することとなる。
世界でヒスイを産出する地域は、日本以外ではミャンマー（ビルマ）、ロシア、カザフスタン、イラン、グアテマラなどである。そのうち、日本、ミャンマー、ロシア、グアテマラに産するものが良質のヒスイと評価を受けている。
ヒスイを利用する文化は、日本・朝鮮半島・中国・ヨーロッパ、そしてメソアメリカに存在する。このうち、ヨーロッパの文化はヒスイを道具（石斧）として用いたものである。その他の地域では、装飾としてのヒスイ文化が発達した。
時代的にはメソアメリカでは約3000年前のオルメカ文化と約2000年前のマヤ文明など、朝鮮半島では約1600年前、中国では清王朝の約250年前とされる。
中国では、約7000年前からネフライトを使った玉の文化が存在していた。中国でジェダイトが使われるようになったのは17世紀の終わりから18世紀の初めで、ミャンマーで発見された玉石の美しさが王侯貴族の心をとらえた。その中でも緑色のジェダイトは、「翠玉」と呼ばれて王室でも好まれ、やがて王侯貴族のみならず中国全土で愛好されるようになり、旧来のネフライトは顧みられなくなった。
メソアメリカのヒスイ文化は、オルメカ文化やマヤ文明などで栄えた。ヒスイは神聖な石として尊ばれ、アステカ神話の文化神・農耕神であるケツァルコアトル（マヤ神話のククルカンと同一視される）はヒスイとかかわりが深く、供物には鳥・蛇・蝶の他にヒスイがささげられた。これらの文明に現れたヒスイは長きにわたって産地が不明であったが、1955年にグアテマラ（モタグア渓谷）で産地が発見された。
日本での利用例は、約7000年前の縄文時代前期後葉までさかのぼることができ、これは世界的にみても最古のものである。蛍光X線分析の結果などにより、縄文時代以来、日本で利用されるヒスイはすべてが糸魚川産のものであることが判明している。

### 日本における初期のヒスイ文化
ヒスイの色あいにはさまざまなヴァリエーションがみられるが、緑色が最も象徴的とされる。糸魚川で産するヒスイは、緑色の他に白、薄紫、青、黒などの色合いを持つ。古代日本で花開いたヒスイ文化は緑色のものを尊び、その他の色のヒスイは使われなかった。その意味するところは、緑という色は大地の豊穣と生命、そして魂の再生を可能にすると信じられていたためという説がある。
既に述べたとおり、糸魚川産のヒスイは縄文時代前期後葉（約7000年前）にはすでに利用が始まっていた。原材料となったヒスイは、原産地のある山奥ではなく河原や海岸で拾ってきたものと考えられている。
確認されている日本での最古の利用例としては、新潟県糸魚川市田海（とうみ）にある大角地（おがくち）遺跡で発見されたヒスイ製の敲石が挙げられる。大角地遺跡は縄文時代前期および古墳時代中期の遺跡であり、寺地遺跡（後述）と約700メートル離れている。2005年（平成17年）、北陸新幹線の工事に先立つ発掘調査で、この敲石が発見された。発掘当時は表面が白く風化していたものの、暗所で光を照射して調査したところ、透明度の高い極めて上質なヒスイ原石であることが判明した。大角地遺跡の敲石は世界最古のヒスイ利用であると同時に、宝石の利用例としても世界でもっとも古いものの1つと評価されている。

### 加工技術の発展と交易ネットワーク

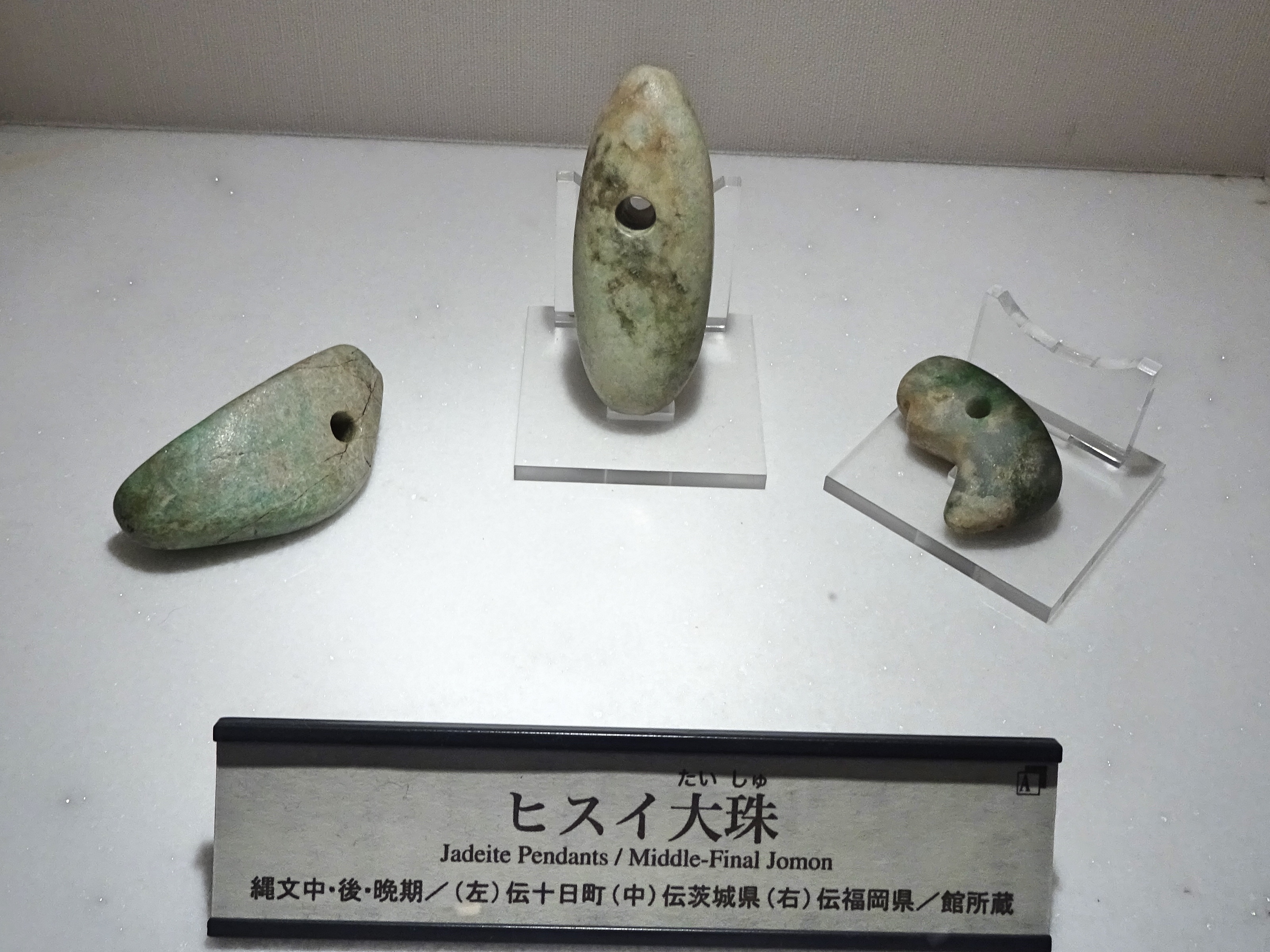
ヒスイ大珠（新潟県立歴史博物館）

大角地遺跡での利用は宝石としてではなく、高比重で強靭なヒスイの性質に着目して敲石として使ったものであった。装飾品としての利用は、約6000年前（縄文時代前期後葉）に現れている。当初は大珠（長さ4センチメートル以上のもの）とそれより小さい垂飾が作られ、勾玉の出現はそれよりも後であった。
2009年（平成17年）に富山県富山市呉羽町北・同市呉羽昭和町に所在する小竹貝塚（おだけかいづか）で、ヒスイ製の垂飾（未製品）が発見された。この垂飾は鮮やかな緑色を呈した良質のヒスイで作られたもので、穿孔の痕跡は見当たらないが表面の一部は研磨されている。形状については、太さと長さの比率が1対6という細長い形である。海岸や河川で見られるヒスイ原石には、このように細長いものは見られない。そのため、ヒスイ原石を人為的に割って得た形状と考えられている。類似した形状の垂飾（未製品）は、新潟県柏崎市の大宮遺跡でも1994年（平成6年）に発見されている。大宮遺跡での発見例は、小竹貝塚と同時代の世界最古の装飾品としてのヒスイ利用例である。
ヒスイは強靭な構造のために穿孔や研磨などの加工が困難であり、多大な時間と手間を要したことが推定される。ヒスイ製の大珠や勾玉には、加工方法がいまだ不明なものがかなり存在する。ヒスイ製の玉の生産は縄文時代早期から前期末にその源があり、最盛期を迎えたのは縄文時代中期になってからである。糸魚川地方および富山湾沿いの地域では、まず縄文時代早期末（約6500年前）には、滑石を材料とした耳飾の生産が始まった。
中期の生産で主流となったのは、長さ5-10センチメートル前後の大珠であった。ヒスイ原石の加工場（玉造遺跡）として、前出の大角地遺跡の他に長者ヶ原遺跡、寺地遺跡、細池遺跡（いずれも新潟県糸魚川市）、境A遺跡（富山県下新川郡朝日町）などが知られる。ヒスイ産地である糸魚川周辺では、弥生時代中期に一時的に中絶するが、縄文時代中期から古墳時代に至るまでヒスイ玉製作が続けられていたことが確認されている。
これらのうち、長者ヶ原遺跡は発掘調査と研究を通して、縄文時代以降のヒスイ製品がすべて日本産であることを立証した点でとりわけ重要な位置を占めている。これまでの調査で、出土品からヒスイなどの玉類や蛇紋岩の石斧の生産と交易の拠点的存在であることが判明した。蛇紋岩製の石斧は艶やかな外見に加えて切れ味も鋭く、高級品として流通していたものと推定される。加えて石斧の作成技術は、やがてヒスイの装飾品作りにも生かされることになっていった。
玉類とその生産にかかわる出土品では、滑石製耳飾類や垂玉類、ヒスイ製の大珠の制作過程を示す原石や大珠の未成品、工具類が見つかった。ヒスイと蛇紋岩はともに姫川の流域で産出される特産のもので、河口や海岸で採取した原石が姫川から約3キロメートル離れたこの遺跡まで運搬されてきた。原石はヒスイ製のハンマーで形を整え、砂岩製の砥石で研磨されてさまざまな製品に姿を変えて日本各地に運ばれていった。やがて製品だけではなく、ヒスイの原石も運ばれていき、各地で加工されるようになった。

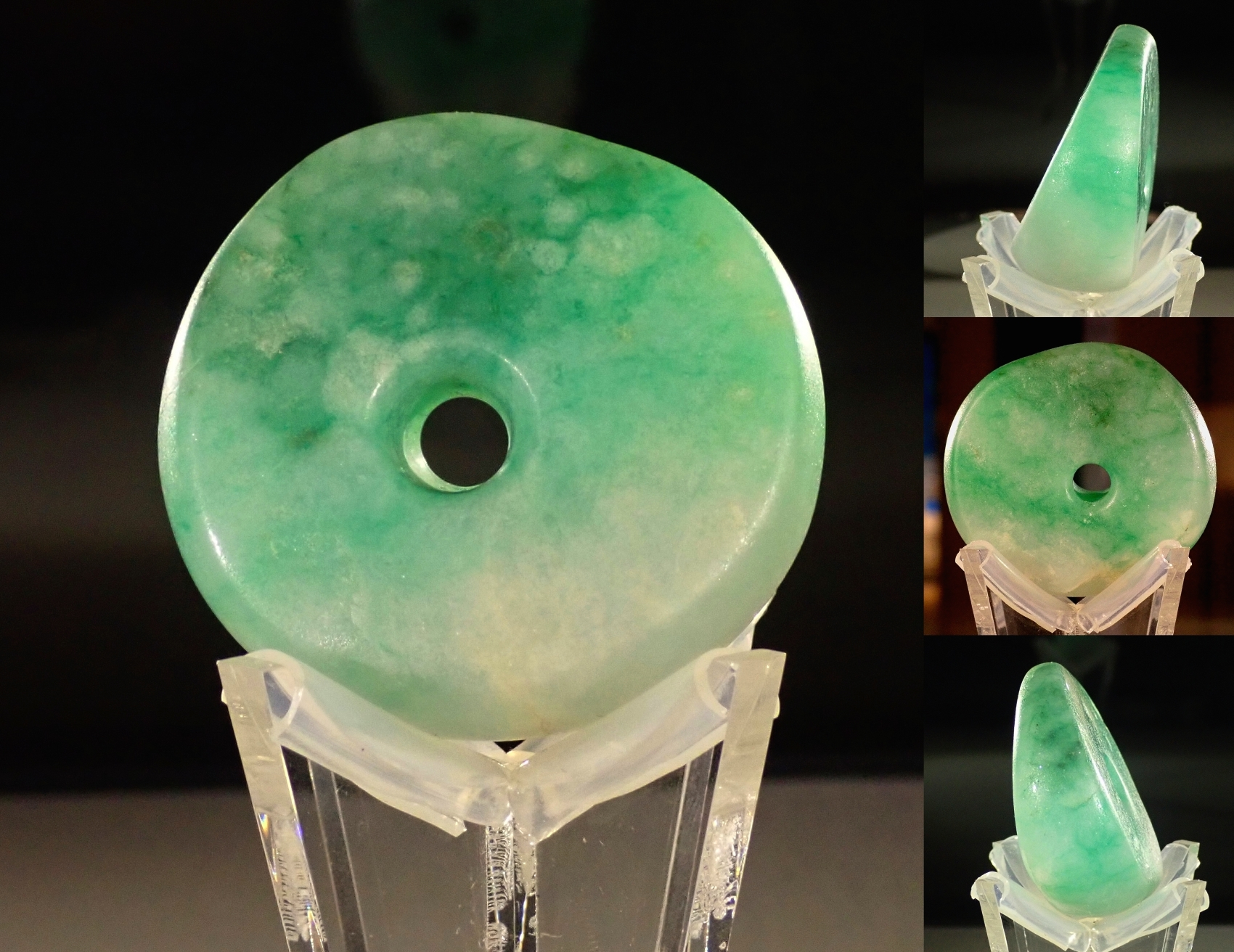
ヒスイ大珠（三内丸山遺跡出土）

ここで縄文時代のヒスイ出土例として、天神遺跡（山梨県北杜市大泉町西井出）と三内丸山遺跡（青森県青森市大字三内字丸山）を取り上げる。天神遺跡は縄文時代前期から中期の遺跡で、八ヶ岳南麓の標高800-850メートルのところに位置する。1982年の発掘調査で、ヒスイ製の大珠が発見された。この大珠は完成品としては日本最古のものとされる。全体の形は海岸に産するヒスイ転石の形状をほぼとどめて表面は研磨され、直径が表8ミリメートル、裏4ミリメートルの穴が貫通している。
三内丸山遺跡のヒスイ製大珠は、つぶれた球形の形状が特徴的なものが出土し、最大の出土例のものでは直径6.5センチメートル、高さ5.5センチメートルに及んでいる。三内丸山遺跡ではヒスイ製の大珠未成品やヒスイ破片の出土がみられ、糸魚川から約600キロメートル離れたこの地でもヒスイ製品の加工が行われていたことが明らかになった。
これらのように広範な出土の分布から見て、ヒスイを扱う交易ネットワークの存在が示唆される。研究の初期段階においては、ヒスイ製大珠が原産地の糸魚川を中心とした同心円状に広く分布し、出土の量についても原産地から離れるほど少なくなっていくとの仮説があった。しかし1980年代以降に関東地方や中部地方などでのヒスイ製大珠に関する資料の蓄積が進展するにつれて、この仮説には次第に否定的な見解が増えていった。木島勉（糸魚川市教育委員会）はヒスイの玉の出土分布を詳細に調べ、同心円状ではなくピンポイント状に広がっていることを指摘した。原産地の糸魚川に比較的近い山形県、秋田県、福島県での出土が比較的少なく、逆に距離の離れた長野県の伊那谷や八ヶ岳山麓、茨城県の那珂川流域、さらには青森県や北海道でも出土例が多く知られている。
栗島義明（明治大学日本先史文化研究所研究員、研究知財戦略機構 特任教授）が指摘する新たな説は、原産地を起点として、同心円状ではなく帯状に連なった「ジェイド・ロード」と形容される分布経路の存在である。栗島は糸魚川周辺を起点として松本平、諏訪を通り、八ヶ岳の南麓を経由して山梨から関東西部に帯状に伸びるルートと、糸魚川から日本海の海岸に沿って上越平野から長岡付近に続き、その後分岐して群馬県に通じるルートと会津盆地経由で福島県の中通りや栃木県の那須方面に至るルートの存在を推定した。ヒスイは威信材として貴重であるがために、原産地から遠く離れるほど価値や評価が増大していった。それを裏付けるように10センチメートルを超える大型の大珠や色合いや透明度に勝る優品のヒスイは、原産地から遠隔地まで運ばれていたことがわかる。遠隔地での大型ヒスイ大珠の出土例として、岩手県和井内（15.2センチメートル）や山形県今宿（14.3センチメートル）、栃木県岡平（14.1センチメートル）が知られる。いずれも糸魚川からは200キロメートル以上も離れた遺跡での出土例で、和井内は500キロメートル以上直線距離でも離れている。縄文時代、各地で産出する石材を用いた玉製品が作られたが、ヒスイは他の石とは異なり北海道、本州の広範囲にもたらされた。しかも透明度が高い高級品の方が、糸魚川周辺から遠く離れた場所まで運ばれていた傾向が指摘されている。
ヒスイ製品は一般的に「交易品」と考えられている。しかし原産地である糸魚川地方から富山県東部に存在する玉作遺跡からは、交易の見返りとしての他地域からの遺物の出土はみられない。遺物として出土しない食料品が見返りだったと仮定しても、縄文時代の糸魚川地方は気候と環境が安定していて物質的・経済的に豊かだったため、わざわざ食料品と交換したとは考えにくい。木島勉はヒスイ製品について「贈与品」の役割を考え、立川陽仁なども行事における贈答品や部族社会における歓待の役目を果たしたものと推定している。この場合、贈答品としてヒスイ製品を受け取った側がさらに他の地方に贈ることによって、遠方まで分布範囲が広まった可能性が指摘される。
各地で見つかったヒスイ製品のうち、大珠は墓壙からの出土例が多い。大珠は日常の装身具として使用するには大きくて重いため、呪術的な役割が大きかったものと推定される。加えてヒスイ製品は集団統率の象徴としての威信財的な一面を持ち、その美しさと貴重さにおいて重要視された。
縄文時代前期後葉に始まった日本国内でのヒスイ利用は、後期前葉までは利用の中心が中部地方から東北地方、そして北海道南部や伊豆諸島の八丈島にまで分布していた。この時期、西日本ではごくわずかな利用例がみられるのみであった。縄文時代後期中葉から晩期には、九州や沖縄にも利用例が広がっているが、近畿地方や中国・四国地方では利用例が非常に少なかった。この時期になると、ヒスイの原石と加工技術も遠方の地方にまで伝わり、原産地である糸魚川地方や富山湾周辺以外でもヒスイの玉類を制作するようになった。縄文時代晩期には、ヒスイを含めた玉作遺跡は石川県を西端とし、秋田県を東端として広がっていた。
縄文時代晩期の後期になると、北海道千歳市美々4遺跡、柏木B遺跡、青森県八戸市風張遺跡から100点を超えるヒスイが出土するなど、北海道と現在の青森県に大量のヒスイが持ち込まれたことが確認されている。しかし晩期後半の最終期には北海道、青森のヒスイ出土は激減し、その後も同地域へのヒスイ流通はほぼ停止状態となる。これは北海道や青森県域で発展した縄文後晩期の亀ヶ岡文化が衰退し、遠隔地との交易力が低下したためと推察されている。
また縄文時代晩期後半、中国地方、四国地方ではほぼ出土例が無いが、近畿地方、そして九州からある程度まとまった出土が見られる。九州の縄文時代の遺跡からは大量のヒスイの出土は見られないものの、縄文時代後期から一定量の流通があった考えられている。この九州へのヒスイの流通は次の弥生時代へと引き継がれていく。

### ヒスイ利用の発展と勾玉の出現

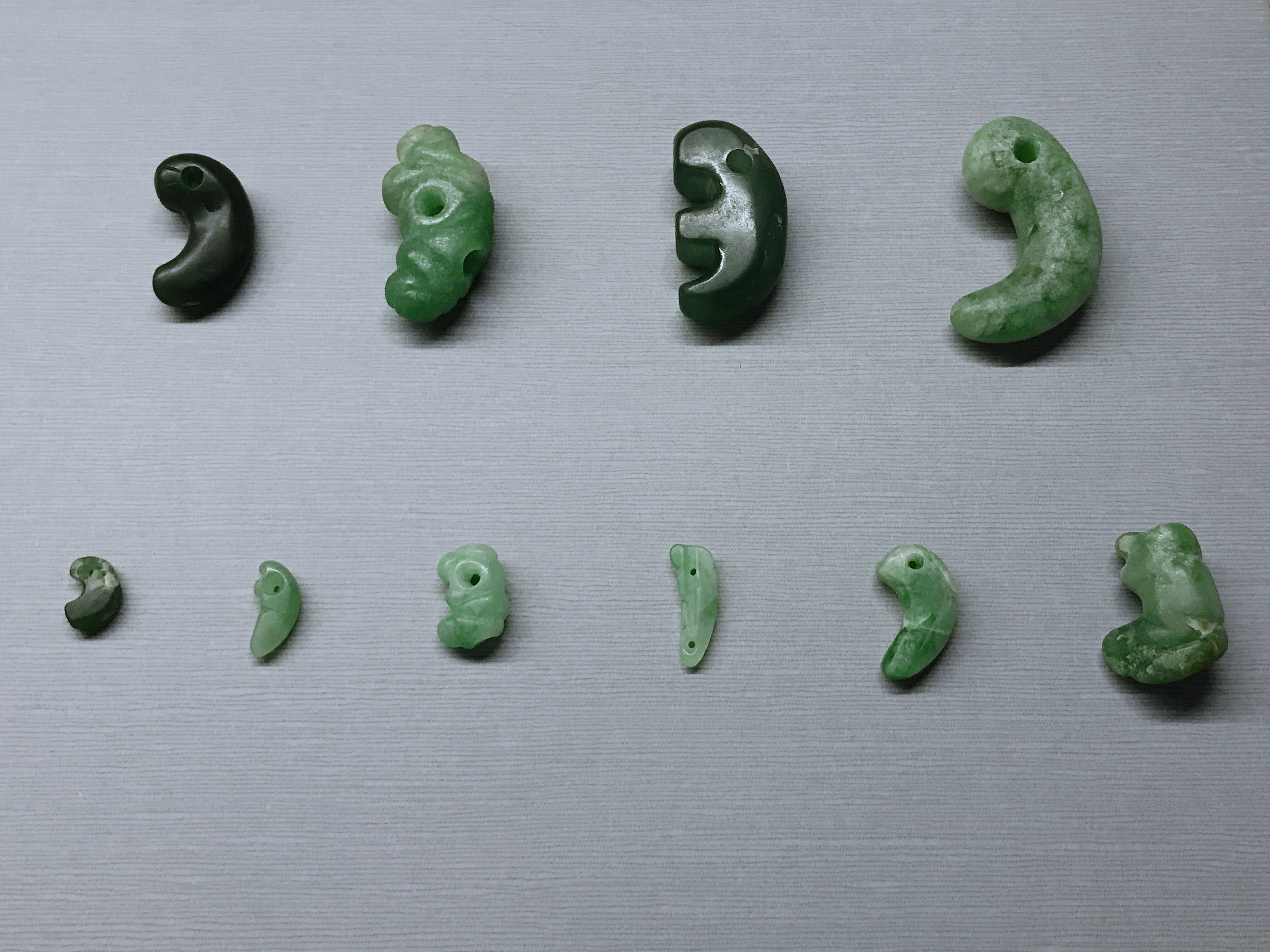
宇木汲田遺跡（佐賀県）で出土した弥生時代中期の糸魚川産ヒスイ（硬玉）製勾玉

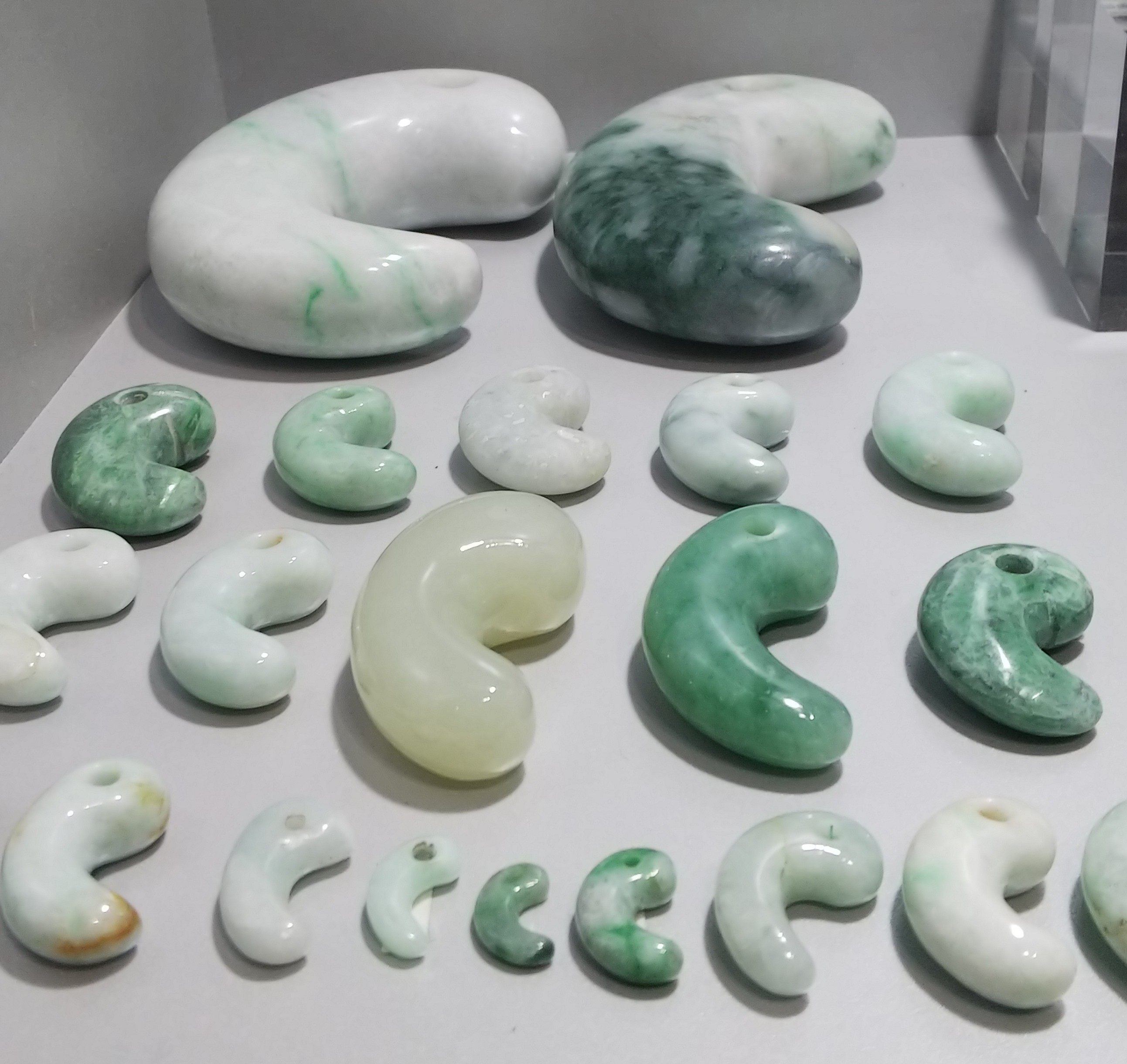
ヒスイ製勾玉のレプリカ（フォッサマグナミュージアム、2018年8月19日）

縄文時代晩期の遺跡には、ヒスイ製の玉製品の出土例が多くみられる。しかし弥生時代の遺跡では、ヒスイの出土する例はそれほど多くない。寺村光晴は弥生時代前期遺跡（特に初めのころの遺跡）について、ヒスイ製の遺物が絶無とまではいえないものの、ほとんどみられないことを指摘している。
弥生時代前期にヒスイ製品の出土例が少ない理由としては、ヒスイが使用されなかったというわけではなく、伝世品（でんせいひん）として大切にされながら次の世代に受け継がれていった例が多かったためとの推定がある。弥生時代のヒスイ利用分布は縄文時代とはかなり異なっていて、北日本での出土例が少なく、中部地方から西日本での出土例に中心が移っている。この時代の出土例は、どの地域においても太平洋側では少ない。
ヒスイ製の勾玉は、縄文時代に作られ始めた。初期に制作されたものは獣形勾玉（動物に類似した形状のもの）や緒締形勾玉（幼虫やさなぎに類似した形状を示すもの）であったが、やがてC字型（丁子型）の勾玉が出現した。
弥生時代中期のヒスイ製勾玉の出土例として知られるものに、佐賀県唐津市の宇木汲田（うきくんでん）遺跡がある。この遺跡では、弥生時代中期を中心とする甕棺墓が約150基以上確認された。これらの甕棺墓からは、銅剣・銅矛とともにヒスイ製や碧玉製の勾玉が発見された。発見された勾玉は、縄文期の特徴を示す獣型や緒締形の他に丁子型も出土している。これは、ヒスイ製の勾玉が時代を超えて受け継がれてきたことを示すものである。なお弥生時代中期は糸魚川周辺のヒスイ玉製造が中断していたものと推測されている。この時代、糸魚川周辺の集落自体ごく少なかったと見られており、ヒスイ原石は周辺の現在の新潟県、石川県、福井県域の集落に持ち込まれて加工されていた。
寺村は弥生時代前期にヒスイの玉がなく、中期になると急増することについて「一つの謎といってよい」と記述している。その謎について、寺村は小林行雄と森貞次郎の説を取り上げた。2人の説に共通するのは、弥生時代の前期にはヒスイ製勾玉は伝世されていたが、中期の前半になって東日本または九州地方にあった伝世品のヒスイ製勾玉が収集されて墓に埋納されたということである。
弥生時代のヒスイ出土状況の特徴として、まず九州北部にヒスイ原石が運ばれ加工されるようになったことが挙げられる。弥生時代の北部九州では丁字頭勾玉を始め5種類の勾玉製造が確認されており、中期はこれらの勾玉の流通はほぼ九州北部に限られていた。しかし弥生時代後期になると分布域が東へと拡大し、中でも丁字頭勾玉は北陸、本州中央高地まで達した。丁字頭勾玉はガラス製のものも作られていたが、発祥地の北部九州ではヒスイ製丁字頭勾玉は勾玉類の最上位に位置付けられていた。このヒスイ製丁字頭勾玉が勾玉類の最上位と見なす概念は各地へと広まっていき、古墳時代終末期に至るまでヒスイ製丁字頭勾玉は副葬品として用いられていくことになる。

### 古墳時代のヒスイ
古墳時代においては、大部分のヒスイが勾玉に加工されている。また勾玉の他に弥生時代には見られなかったヒスイ製の棗玉が古墳に副葬されるようになった。ヒスイの勾玉は他の石で作られた勾玉より遥かに貴重とみなされ、首飾りの中心だったとの推定がある。首飾りについては、弥生時代の風潮を受け継いだものと考えられている。弥生時代、北部九州で誕生したヒスイ製丁字頭勾玉は古墳時代前期、関東地方までその分布を広げたが、弥生時代と異なり出土の中心は北部九州から畿内へと移った。
藤田亮策は『古代』第25・26号（1957年）に発表した論考「硬玉問題の再検討」で、縄文時代はともかくとして古墳時代にみられるヒスイは日本産以外のものではないか、という疑問を抱いた。藤田がその理由として挙げたのは、おおよそ次の4点である。
1. 原産地である糸魚川地方には、古墳時代のヒスイ玉作遺跡が未発見である。
2. 古墳時代のヒスイ製勾玉は、近畿地方およびそれより西に多くみられ、朝鮮半島南部でも多数発見されている。
3. 玉作部（たまつくりべ）[注釈 6]などにヒスイは伝わっておらず、伝承も見つからない。
4. 原石だけの移出であれば問題は別になるが、古代の糸魚川地方が文化史的に恵まれていたという証拠が何ら見当たらない。[117]

藤田がこの疑問を抱いた時期は、糸魚川市の長者ヶ原遺跡が縄文時代のヒスイ玉作遺跡であることが明らかになった後だった。しかし、弥生時代から古墳時代のヒスイ玉作遺跡がほとんど知られておらず、完全な工房の発掘例も存在しなかった。考古学界では、この2つの時代（特に古墳時代）のヒスイ玉作遺跡を探求し続けていた。
藤田の疑問と古墳時代の玉作遺跡については、1966年から1967年に解決をみた。1966年10月、糸魚川地方にほど近い浜山遺跡（富山県下新川郡朝日町）が発見され、調査の結果、勾玉などの玉類39点、ヒスイ、滑石などの完成品や未成品、さらに原石が数多く発掘された。寺村によると、当時古墳時代のヒスイ玉作遺跡は先に述べた大角地遺跡（新潟県糸魚川市）くらいしか知られていなかった。翌年4月18日から始まった本格的な調査によって、ほぼ完全なヒスイ工房跡が1軒分と、ヒスイ製勾玉と未成品など、玉を磨く砥石やヒスイを割るハンマーとしての敲石、そして一部が欠損しているものの、ヒスイの孔あけ加工に使われたと推定される錐上の出土物（直径4.1ミリメートル、現帖.3センチメートル）、鏨の破片かと思われる鉄器（幅4センチメートル、厚さ5ミリメートルくらい）が見つかっている。浜山遺跡は古墳時代中期（5世紀ごろ）のもので、ヒスイ工房の完全な発掘例として日本初のものであった。前述のように糸魚川周辺のヒスイ玉製作遺跡は弥生時代中期にいったん消滅するが、弥生時代後期には復活し、古墳時代後期前半までヒスイの他、碧玉、滑石製の玉作りが続けられた。
なお、古墳へのヒスイ玉の副葬は古墳時代終末期まで確認されているものの、ヒスイ玉製作遺跡に関しては古墳時代後期中ごろの6世紀前半以降確認されなくなる。6世紀前半に衰退したのはヒスイ玉ばかりではなかった。関東地方や畿内で行われていた玉類製造も6世紀前半には衰退した。6世紀代に玉類を製造し続けたのは事実上出雲に限られる。その出雲の玉作りも7世紀後半には終焉する。

### 「青大句珠」と海を越えるヒスイ

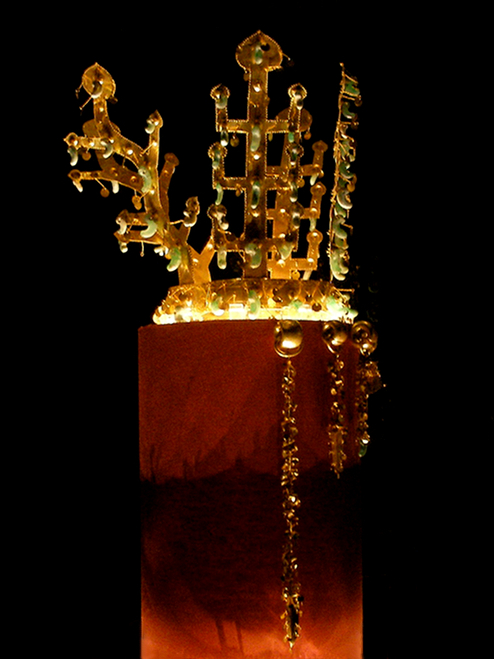
金冠塚古墳出土のヒスイ勾玉で飾られた金冠

中国の史書『三国志』の中で当時の日本列島にいた倭人の習俗などを記した「魏志倭人伝」には、「青大句珠」のことが記述されている。同書では、卑弥呼の死後に女王の座に就いた臺與が「白珠五千孔、青大句珠二枚」を魏に献上したことが見える。献上品の「白珠」は真珠、「青大句珠」はヒスイの勾玉と考えられている。漢字の意味を厳密に扱う中国においては、「玉」は山に産するもの、「珠」は川や海に産するものを意味している。ヒスイ自体は山から産するものであっても、人々が装身具として手を加えたヒスイ原石は、遺跡からの出土遺物が示すとおり、河原にあった転石や川を下って海岸にたどり着いた漂石を拾ってきたものである。
寺村は、魏の朝廷が献上品のヒスイ勾玉を見て驚き、どこで採れたものかと尋ねた際に倭人が「海や山で採れます」と答えたのであろうと推定した。寺村は「魏志倭人伝」の記述について、ヒスイの加工品が倭の特産品として注目されていたことを示す史料との考えを示した。ただし、ヒスイについて記した明らかな文献は遺されていない。
縄文時代に始まったヒスイの装飾品としての利用は、古墳時代までに耳飾、指輪、腕輪、首輪、足飾などに用途が広がり、遠くは朝鮮半島まで分布がみられるようになった。古墳時代に、ヒスイ勾玉は各地の古墳に副葬されており、6世紀末期以降になると飛鳥寺など、寺院の塔の心礎に埋納される例が確認されている。そして正倉院の御物にも古墳時代のものと考えられる伝世品の勾玉が収められている。
朝鮮半島のヒスイ利用は三国時代に確認されている。百済、伽耶そして新羅の4世紀から6世紀前半までの間、有力者の墳墓と考えられる古墳からヒスイ製の勾玉が数多く発掘されている。中でも新羅は王陵や王族のものと考えられる有力古墳から出土した金製の冠にヒスイ勾玉が飾られており、慶州の金冠塚古墳から1921年に出土した、57個のヒスイ勾玉に飾られた金冠などがよく知られている。ただし、朝鮮半島ではヒスイの産地は発見されていない。そして、朝鮮半島から出土するヒスイは糸魚川産である。これは当時の日本と朝鮮半島の間に、ヒスイの交易があったことを示すものでもある。
寺村はヒスイ製の勾玉について、対外関係からの考察を試みた。ヒスイ製の玉（特に勾玉）は日本国外では朝鮮半島のみに出土が確認されている。日本の古墳時代においては、4世紀頃の前期にはヒスイ製勾玉が多くみられるが、中期（5世紀頃）になると減少していき、古墳時代後期になるとヒスイ製ではない（碧玉、メノウ、水晶など）勾玉が増加している。逆に朝鮮では、中期にさしかかるとヒスイ製の勾玉の出土が増えている。畿内地方ではヒスイ製勾玉の減少に反比例するように、鉄製品の出土例が激増している。これらの状況から、寺村は韓国で出土するヒスイ製勾玉は鉄製品の見返りとしての移出品と考えた。寺村の考えには、門田誠一も「ヒスイ勾玉が新羅で制作されたと考えるよりも、完成品の勾玉を一括して入手したであろう」と賛同した。

### ヒスイ文化の消滅と最後の使用例

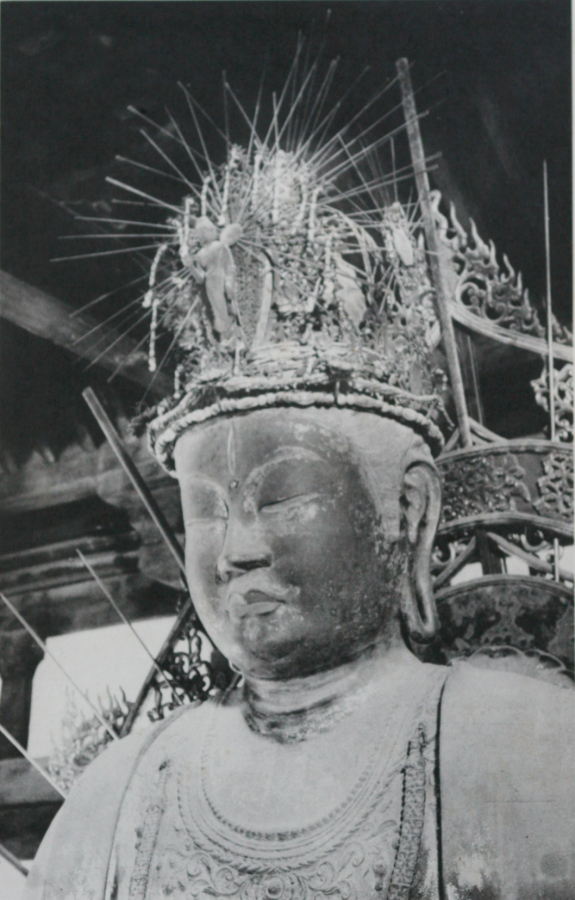
不空羂索観音像頭部

隆盛を極めたヒスイ文化は、奈良時代には急速な衰退を迎えた。原産地である糸魚川では、古墳時代（6世紀初頭）にヒスイ製の勾玉づくりが終了した。そして、奈良時代におけるヒスイの最後の使用例としては、奈良市にある東大寺法華堂（三月堂）の本尊、不空羂索観音立像（像高362.0センチメートル、脱活乾漆造、国宝）が知られる。天平年間（740年-747年）造立と推定されるこの立像は、頭部に銀製の冠（高さ88センチメートル）を載せている。冠の中心部には高さ23.6センチメートルの化仏が位置し、銀の板と銀製の太い針金、銀金具（唐草模様が透かし彫りにされている）で構成されている。冠の頂上部には火焔つきの宝珠が載り、さまざまな材質（ヒスイ、琥珀、水晶、真珠、ガラスなど）の勾玉などが銀線でつなげられている。
この冠に使われた宝玉の数は2万数千個に上るといい、その豪華さから「世界三大宝冠」の1つに数えられている。冠の正面上方からは、宝玉の連なりからなる瓔珞12本が垂れていて、その先端から勾玉が垂下している。中央に位置する瓔珞の先端部は破損のため失われているが、残りの11本のうち7本ないし8本には硬玉（ヒスイ）の勾玉が垂下し、残りの3本は茶色の琥珀製勾玉である。
不空羂索観音立像の冠を最後として、日本の歴史からヒスイは姿を消している。約6000年続いたヒスイ文化が消滅した理由は不明とされるが、仏教の伝来に関係を求める意見がある。538年（欽明天皇7年）、百済からもたらされた仏教をめぐって、受入れを可とする蘇我氏が権力闘争に打ち勝ち、伝統的な神々の祭祀を重んじる物部氏や中臣氏を政権から排除した。それは同時にヒスイを威信財としてその霊力や価値を尊んできた人々の失墜であった。ヒスイは仏教の伝来前に長きにわたって尊ばれてきたものだったため、仏教を広めていく立場からは都合の悪い存在でもあった。
飯田孝一は自著『翡翠』（2017年）において、ヒスイが歴史上から消えた理由を考察している。彼の推定は、西日本経由で大陸からヒスイ探索の大集団が侵入してきたことを察知したため、ヒスイそのものを隠匿せざるをえない状態に至ったのではないかという考えである。
河村好光はヒスイ玉を始めとする玉作りが衰退していく6世紀代の古墳から出土する装飾品、服飾品の内容から、石製の玉類が無くなっていくことを指摘し、その一方で7世紀後半から8世紀にかけて東北地方北部で造られた末期古墳からヒスイ勾玉を含む豊富な玉類が出土することから、6世紀代以降、畿内を中心とした国家では玉を使用する文化が衰退し、玉を用いる文化を維持し続けた東北地方北部を夷狄とみなす概念が生まれ、やがて玉を使うこれまでの文化を未開文化であるとして排斥するようになったのではと推測している。
朝鮮半島でも6世紀前半までは盛んに古墳に副葬されていたヒスイ勾玉が、6世紀中期以降副葬が見られなくなっていく。やがて7世紀には日本と同様に寺院の塔の心礎に埋納する例が確認されるようになる。そして8世紀から9世紀の統一新羅時代のものと考えられている大邱市の松林寺の塔からヒスイ勾玉が1個出土しているが、この勾玉は三国時代の新羅の古墳から出土した勾玉と類似しており、伝世品ないし出土品を利用した可能性が指摘されている。寺村は『日本書紀』にある任那の滅亡（562年）に言及し、「このころを契機として、朝鮮半島との交流が後退することは確かであろう。ここにヒスイはその務めを終えたようである」と記述した。

## 長い空白期間と再発見

### 論争と推定と
古代のヒスイ文化が忘れ去られたまま、日本は明治維新を迎えた。日本各地の縄文時代から古墳時代にかけての遺跡や古墳からヒスイの大珠や勾玉が見つかることは、すでに江戸時代から知られていた。著名な例として、1665年（寛文5年）に真名井遺跡（島根県出雲市大社町）で発見されたヒスイ製の勾玉があげられる。出雲大社の造営の際、命主神社（出雲大社本殿東南東から約300メートル先）の裏手にあった大石の下から銅矛とともに発見され、「出雲大社の勾玉」として名高い。ただし、当時は日本国内にヒスイが産することは知られておらず、加工遺跡も発見されていなかった。
ヒスイの産地と加工場所については、明治末期から昭和初期にかけて考古学界でさまざまな意見が出されていた。そしてヒスイの原産地である糸魚川では産出が途絶えたわけでもないのにその存在が忘れられて、良質のヒスイ原石が漬物石や屋根の重石などに使用されていたほどであった。
糸魚川は鉱物資源が豊富な地域であり、大正時代には黒姫山の石灰石が石灰窒素の原料として採掘が開始されていた。青海川の流れを利用して造られた水力発電を使って石灰の製造が始まったものの、その青海川の河原に存在したヒスイ原石には誰も注意を払わなかった。宮島宏はこの点について「糸魚川を訪れた学者や鉱山関係者も翡翠に気がつくことなく、河や海にある美しい石が長い間、注目されなかったのは大きな謎です」と疑問を呈している。ただし、藤田亮策によれば、地元の人々は大正年間から小滝川のヒスイ原石の存在に気づいていた。1935年頃には鉱区出願の計画も2.3あったというが、この原石がヒスイであることが確実になるには、河野義礼による研究の成果を待たねばならなかった。
ヒスイの産地については、日本国外産出説と日本国内産出説があった。日本国外説を唱えた学者のうち、高橋健自、濱田耕作、樋口清之、八幡一郎らはミャンマー・中国雲南地方、チベットなどからの渡来を主張した。他方、後藤守一は産地を中国東北部やシベリアであるとした。
原田淑人は日本国外からヒスイが渡来したのであればヒスイとともに渡来したものが存在したはずとし、それがないことから日本国内もしくはその近くに未知のヒスイ産地があると考えた。日本国外説を唱えた高橋は、勾玉が日本独自のものであり、日本国外産のヒスイ原石を使って日本国内で制作されたものと推定した。
日本国外説を採る学者にも、後藤のように日本国内の産地調査の必要性を認める者がいた。また、当初日本国外説を唱えていた八幡は、後に原田の日本国内産出説に同調した。八幡が「産出の可能性が高い」と推定したのは岐阜県飛騨の高原川と、長野県から新潟県を流れる姫川流域であった。
混乱を助長したのが朝鮮半島におけるヒスイの出土であった。19世紀末には慶尚南道金海付近でヒスイ勾玉の出土が確認されていたが、1910年代前半には朝鮮半島南部の広い範囲でヒスイ勾玉が出土し、大型で品質的にも優れたものも少なくなかった。1921年には慶州金冠塚古墳で出土した冠に多くのヒスイ勾玉が飾られていることが確認され、また他の慶州の古墳からも多くのヒスイ勾玉が出土した。
朝鮮半島からのヒスイ勾玉の大量発見は、ヒスイの起源が朝鮮半島ではないかとの仮説や、それに対して朝鮮半島のヒスイ勾玉は半島南部のみで見つかることから、日本からもたらされたものであるとの説が出された。1930年、これまでの考古学的発見を踏まえて後藤守一は、雲南やビルマ方面から日本にヒスイがもたらされたとしたら、なぜ日本に輸出する前に自己用に消費しなかったのか、どうして産地が日本に近い軟玉が日本に多く持ち込まれることが無かったのかと主張した。

### 大正時代の「幻の発見」
青木重孝監修の『糸魚川市史第1巻』（1976年）では、糸魚川では大正時代に2回ヒスイの発見（ただし確証なし）があったことを記述している。最初は1917年（大正6年）の秋のことで、青木自身が根知付近の道路で轍の中に2個に割れた緑色の石を見つけている。青木は当時旧制糸魚川中学校2年生で、その石を同校で博物と地理の教師を務めていた今井一郎に見せた。今井は即座に「これは日本にはない珍しい鉱物」と言い、その石は校内に保管された。1923年（大正12年）にはその石を八幡一郎が見たといわれる。1951年（昭和26年）12月31日付の新潟日報の記事によれば、後藤守一は1930年代（1931年-1932年頃）に、同校の鉱物標本室で「富山県黒部峡谷産」のヒスイを見たという。ただし、後藤の見た「ヒスイ」が青木が採集したものと同一であるかは不明の上、その後青木の採取した「ヒスイ」は1945年頃を最後に行方がわからなくなった。
2回目は1923年（大正12年）のことであった。発見者は八幡で、彼は北陸旅行の際に糸魚川を訪問した。その際に長者ヶ原遺跡に立ち寄って白色緻密で緑班のある石を拾い、東京まで持ち帰った。八幡は東京帝国大学理学部地質学教授の坪井誠太郎にこの石の鑑定を依頼した。坪井はこの石について白色の石英岩であり、緑班は変質鉱物と鑑定している。八幡は後の勤め先となった高樹町（現在の東京都港区南青山）にあった資源科学研究所でこの石を保管していた。しかし、この石も1945年（昭和20年）5月に起きた山の手大空襲で資源科学研究所もろとも焼失した。
宮島宏は『国石翡翠』（2018年）と『日本の国石「ひすい」-バラエティーに富んだ鉱物の国-』（2019年）において、2つの石について考察している。青木の発見した石について「道路の轍で割れていた」という記述から、宮島は「強靭な翡翠は荷車で踏まれたぐらいでは割れない」と疑義を呈した。石を「ヒスイ」と鑑定した今井は地質学の専門家ではなく、なぜ即座に「これは日本にはない珍しい鉱物」と断定したのか、また、なぜ学会に発表しなかったのか不明である。青木が石を見つけた当時、日本産のヒスイはないと考えられていた。50年以上が経過した1972年（昭和47年）の新潟日報の記事によると、今井は日本にはない鉱物の名前を言ったものの、青木はその名前を嬉しさのあまりに聞き流していたという。宮島はこの記述について、今井がその後2年半以上同校に勤務していたことと、石が標本室に展示されていたことから、なぜ青木が再確認を行わなかったのかという点にも疑義を呈している。宮島は後藤が1930年代初めに見たというヒスイの礫（青木が発見したとされるもの）についても検証し、「（日本）国内で翡翠が発見されていない時期に、翡翠原石が発見されていたことは、国内の翡翠産地の存在を示唆する極めて重要な証拠と考えられる」とした。ただし、後藤はこの件について約20年を経過した1951年（昭和26年）まで公表していなかった。
八幡が発見した石も既に失われていることから、坪井による鑑定の正誤を問うことは不可能である。しかし、宮島は八幡（1941年）や糸魚川市教育委員会（1964年）序言に、坪井が鑑定した石こそ実はヒスイだったのではないかとの記述があることを指摘した。宮島は坪井の鑑定について、寺村光晴（1968年、1995年）や藤田富士夫（1992年）によって「ヒスイが日本に産出しないという先入観」や「不十分な鑑定」という意見があることを紹介したものの「誤鑑定だと実証できない状況でのこの記述には疑問を感じる」と記述した。長者ヶ原遺跡で長期にわたって発掘調査を担当した木島勉によれば、同遺跡にはヒスイと石英岩の双方が存在するという。そして、坪井は1986年（昭和61年）まで存命だったので、八幡や寺村が当時の鑑定方法について確認することも可能であったとする。

### 再発見-相馬御風の発想

奴奈川姫とその子建御名方命の像（2009年2月2日、糸魚川市の海望公園にて）

ヒスイ再発見のきっかけとなったのは、糸魚川の出身で『都の西北』、『春よ来い』などの作詞で知られる文人、相馬御風の閃きであった。相馬は故郷糸魚川への帰住後、島村抱月の葬儀に上京した以外には一生涯東京に足を踏み入れなかった。帰住後の相馬は良寛研究や郷土史の研究に没頭し、有志とともに長者ヶ原遺跡を始めとする近在の遺跡の発掘に取り組んでいた。
相馬は「ヌナカワ」という地名や「ヌナカワヒメ」を祭神とする神社の鎮座を根拠として、古事記などに登場する沼河比売（奴奈川姫）の基盤はこの地方にあると考えた。さらに遺跡発掘を通して「ヌナカワヒメ」と玉作りの関連性に思い至り、奈良時代を境に日本の歴史から消えたヒスイについて、糸魚川産ではないかと考えた。
相馬は1935年（昭和10年）の夏前、自宅を訪れた鎌上竹雄（1889年-1974年）にこの話を伝えた。鎌上は元糸魚川警察署長で、その時分には大所川（姫川の支流）にある発電所の管理人を務めていた。鎌上はその日、発電所への帰路で伊藤栄蔵（1887年-1980年）の家に泊まった。伊藤は鎌上の長女の義父にあたり、両家は親戚づきあいをしていた。鎌上が伊藤に相馬から聞いたヒスイの話をしたところ、伊藤はその話に興味を抱いた。
発電所の管理などで時間のない鎌上に代わって、土地鑑のある伊藤がヒスイ探査を行うことになった。実際に探査を始めたのは、梅雨が明けて川の水量が少なくなった同年8月10日であった。開始当日の調査範囲には、現在の小滝川ヒスイ峡にあたる地域も含まれていたが、このときは気づかずに通過している。伊藤は1日置いた8月12日に2回目の探査に出かけた。このときはヒスイ峡よりさらに上流部の小滝川を遡ってみたが、それらしい石は見つからなかった。

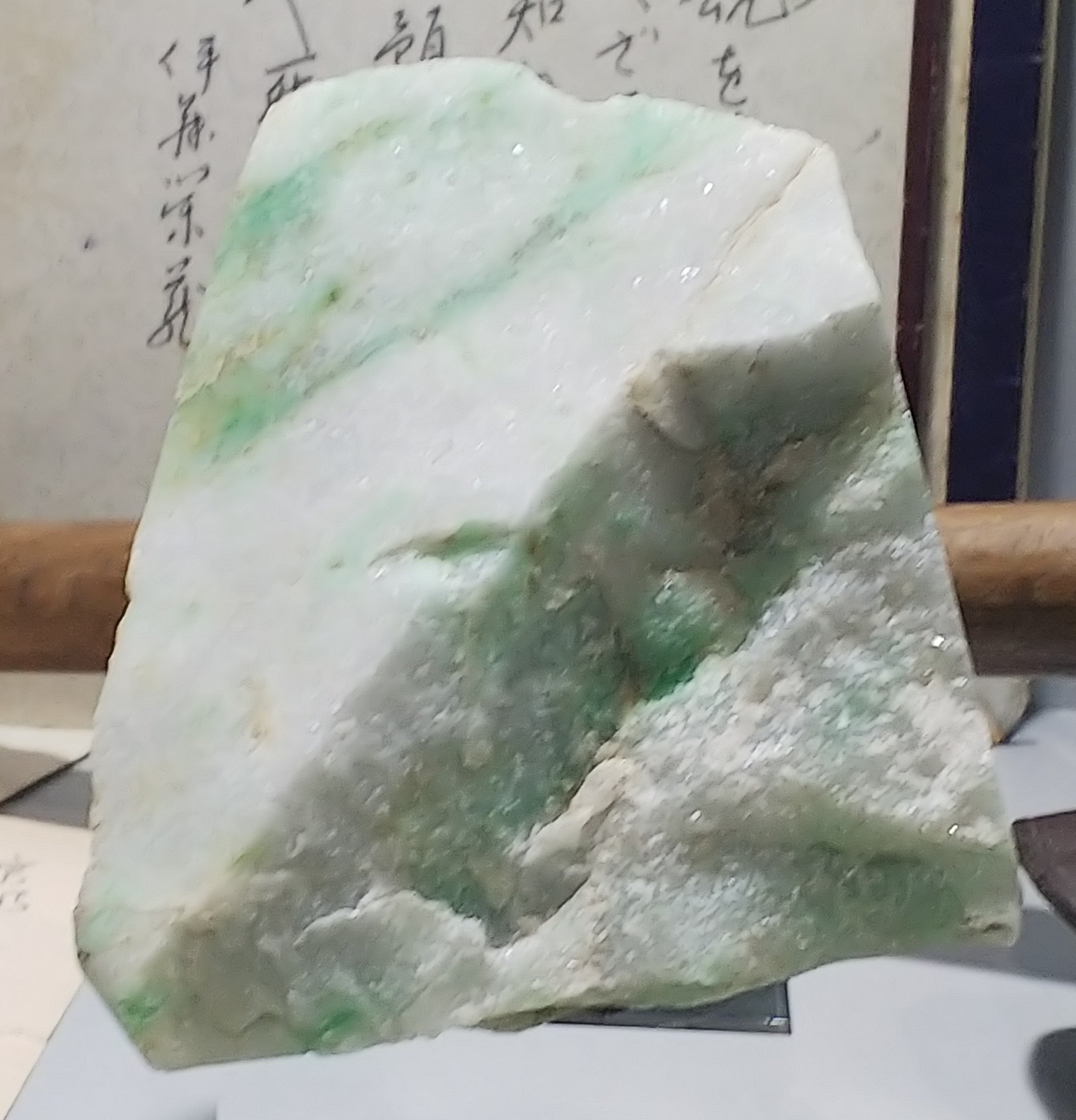
伊藤栄蔵が発見したヒスイ原石（フォッサマグナミュージアム、2019年5月5日）

そこで伊藤は小滝川の本流だけではなく、支流にも探査の範囲を広げた。支流の土倉沢（つちくらざわ）に分け入ってみたところ、小滝川との出合付近に位置する滝の下にある滝壺（幅13-14メートルくらい）で「見たことのない青いきれいな石」を見つけることができた。後に伊藤が記したところでは、その重さは100貫（約375キログラム）ほどであった。持参したハンマーが小型だったせいでこのときは米粒程度のサンプルしか採取できなかったため、伊藤は同月19日に大型のハンマーを携えて土倉沢に向かった。
伊藤は5貫（約19キログラム）ほどの石をハンマーで割り取り、その中から300匁（約1125グラム）ほどの2個の石を相馬に届けた。これを見た相馬は、「これはヒスイに間違いない…」と言って安堵した様子だったという。ただし、伊藤の記録では相馬にヒスイを届けた日時が見あたらない。

### 再発見年と発見者についての異説

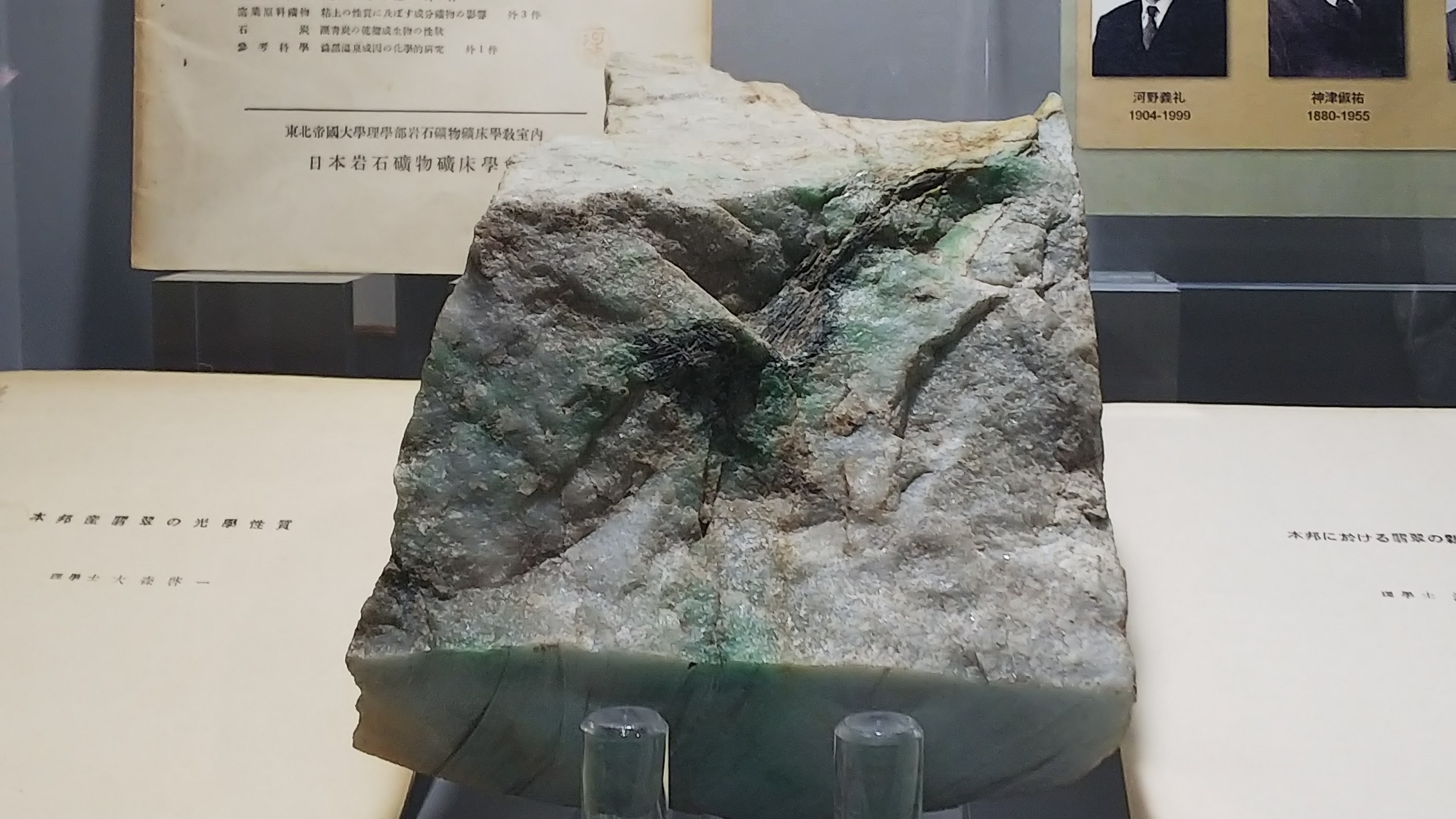
河野義礼によって研究されたヒスイ原石（フォッサマグナミュージアム、2019年5月5日）

金子善八郎（糸魚川市文化財保護審議会長）はヒスイの再発見年について、1935年（昭和10年）と1938年（昭和13年）の2説があることを指摘している。比較的古い文献は1935年（昭和10年）説をとっているが、河野義礼による1939年（昭和14年）の文献では1938年（昭和13年）とされている。河野の記述が存在するにもかかわらず、第二次世界大戦後はほとんどの文献で1935年（昭和10年）説を採用していた。
1939年（昭和14年）6月、河野は糸魚川病院の院長である小林総一郎（河野は小林の義兄にあたる）から、小滝川産の緑色の石を送られた。石と前後して、その鑑定を乞う手紙が小林から届いた。
河野が神津俶祐にその処置を尋ねてみたところ、神津自身が香港で購入していたミャンマー産のヒスイと比較を試みることになった。両方の石の薄片を作成した上で顕微鏡などで化学分析を試みたところ、緑色の石はまさしくヒスイ原石であった。
河野は神津から産状調査のための出張を命じられて、同年7月に糸魚川を訪問している。仙台からやってきた河野を出迎えたのは義弟の小林のみで、相馬は糸魚川駅近くに居住していながらも出迎えに行かず、彼と面会もしていなかった。そしてこのときの案内人は、発見者の伊藤ではなく西頚城郡根知村（現在の糸魚川市根知）の鉱山師、大町龍二が務めた。河野は地元で発電所に勤める人からの話を聞き、土倉沢よりやや下流で明星山の断崖下の小滝川の河原に大きなヒスイ原石の集積を見つけた。
河野は1939年（昭和14年）秋に調査と研究の成果をまとめ、学術雑誌『岩石礦物礦床学』に「本邦に於ける翡翠の新産出及び其化学性質」という論文を発表した。河野のヒスイ発見は日本国内では報じられず、わずかに論文発表の直後に考古学者の島田貞彦が旅順工科大学の地質学者である小倉勉から糸魚川でのヒスイ発見を教えられたのみであった。島田がこの件について短報を書いたのは、それから1年半を経過した『考古学雑誌』第31巻5号（1941年5月）であった。そして一般に報じられたのはさらに時間の経過した1943年（昭和18年）5月2日付の朝日新聞の紙面で、発見場所を「新潟県某渓谷」と記述し、小滝川の名も現地の地名も出てこない記事であった。
多数を占めていた1935年（昭和10年）再発見説は、1976年（昭和51年）の糸魚川市史第1巻の発行を境に、ごくわずかの例外を除いて再発見年の記述が1938年（昭和13年）に変更されていた。その契機は、糸魚川市史を監修し、実質的な執筆者でもある青木重孝の記述によるものである。青木がヒスイの再発見史を執筆するときにメインの資料として使ったのは、伊藤による「翡翠発見当時の話」という手書きの文書であった。
「翡翠発見当時の話」が執筆された時期について、竹之内耕（フォッサマグナミュージアム学芸員）と宮島は記述の内容を検討した。その時期は小滝川硬玉産地が天然記念物の指定を受けた1956年（昭和31年）の後で、糸魚川市史第1巻が発刊される1976年（昭和51年）以前と推定された。伊藤は1887年生まれのため、彼が69歳から89歳までの時期となる。ただし、「翡翠発見当時の話」についてはその記述内容に疑義を呈する意見がある。
金子は「翡翠発見当時の話」にヒスイ発見の年月日やそのときの様子がリアルに描かれ過ぎているため、かえって不自然であることを指摘した。そして再発見から20年以上経過してからの執筆であり、資料には使えないとした。その上で金子は、伊藤が相馬、鎌上、河野などの地元名士や学者などの名前をわざわざ使ってでたらめな記述をしたとは考えられないとして「真実と虚実が混在」していると推定した。
伊藤がヒスイ再発見の功労者として新潟県文化財保護連盟から表彰されたのは、1969年（昭和44年）、83歳のときであった。表彰の時期がここまで遅れた理由は、河野による1939年（昭和14年）の論文「本邦に於ける翡翠の新産出及び其化学性質」にみられる発見者の記述に起因していた。この文献で河野はヒスイの第一発見者を伊藤ではなく、大町龍二と記述した。この記述について、宮島は河野の捏造や記憶違いなどではなく、単に案内人を務めた大町をヒスイの発見者と誤認したものと考えるのが妥当としている。
発見年については、『国石 翡翠』（2018年）の編さん作業の過程で「1935年」（昭和10年）の可能性が高いことが判明した。根拠となったのは、益富壽之助による1961年の文献「故岡本要八郎先生と青ヒスイ」である。益富は1959年（昭和34年）7月と11月に糸魚川を訪問し、小滝川ヒスイ峡や青海川ヒスイ峡、電気化学工業青海工場や信越化学工業の小滝採石場などに立ち寄っていた。最初の訪問で、益富は長島乙吉から伊藤を紹介されていた。2回目の訪問で益富は伊藤の自宅に一泊した。宮島はこの訪問の際に、伊藤から河野の文献に見えるヒスイ発見者が事実とは異なることを聞いたのであろうと推定している。
益富の文献は、内容の重要性にもかかわらず長きにわたって埋もれていた。それを発見したのはフォッサマグナミュージアム学芸員の小河原孝彦で、『国石 翡翠』編さんの資料として『地学研究』第12巻第2・3号の複写を入手した際のことであった。

### 相馬御風の沈黙とその理由
ヒスイの再発見は、学問的（地質学と考古学）にも産業的にも画期的な意味を持つものであった。しかし、再発見への道を開いた相馬御風はそのことについて口を閉ざしたままで1950年（昭和25年）に死去した。宮島宏は『とっておきのヒスイの話5』（2016年）と『国石 翡翠』（2018年）で、相馬がヒスイの再発見について沈黙を貫いた理由について考察している。『とっておきのヒスイの話5』では、宮島は次の3つの説を挙げ、それぞれについて評価を与えた。
1. 戦争中だったので沈黙した
2. 戦争の推進に利用されるのを嫌って沈黙した
3. 第二次世界大戦後の深刻な体調不良のため沈黙した[13][163]

1は、戦争時の混乱期に公表してしまった場合の混乱（十分な保護ができない）を恐れて相馬が敢えて発表しなかったという説である。宮島はこの説について「昭和初期の社会的混乱期、特に1931年の柳条湖事件を発端とする満州事変以後に国が指定した記念物は多い」と記述した。むしろヒスイが中国渡来ではなく、日本国内の産であった事実が士気高揚に効果を発揮するものとしてこの説を否定した。
2について、宮島は相馬が当時大政翼賛的な立場をとっていたことを指摘した。この立場からは、戦争の推進目的に有用なヒスイの発見を隠蔽する必要がないことから沈黙は考えにくく、さらに隠蔽が明るみに出た場合は懲罰の対象となりかねないため、その点でも不可解とした。
3は、相馬の体調不良について、1942年（昭和17年）以降は左眼失明、大腸カタル、敗血症などいくつもの病気を抱えていたことを事実と認めた。しかし、体調が万全でない中にあっても相馬は執筆活動を続け、没年までの間に15冊の著作と多数の国民歌や校歌、そして個人誌『野を歩む者』の執筆から編集と校正に至るまでを独力で行っていた。この時期、相馬のもとには多田駿や北大路魯山人、中村星湖などの著名人を含む人々が訪問している。彼らに相馬がヒスイ発見について語ったという証拠は残っておらず、『野を歩む者』にも特段の記述は見られない。
『とっておきのヒスイの話5』で3つの説を否定した宮島は、『国石 翡翠』で再度の考察を試みている。宮島は1と3について否定的な見解を維持したものの、2の「戦争の推進に利用されるのを嫌って沈黙した」は再度の検討の結果、別の結論に至った。
既に述べたとおり、日本には産しないとされていたヒスイが小滝川で発見されたことは、学問的（地質学と考古学）にも産業的にも画期的な意味を持つものであった。しかも小滝川のヒスイは私有地ではなく公有の河川敷に存在したもので、本来ならば発見後すぐに県や国の機関に報告すべきものであった。縄文時代から利用が見られたものの、日本国外から渡来したものと考えられていたヒスイが日本国内で発見されたことは、天然記念物として重要なだけではなく「三種の神器」との関連性もあって士気高揚に大いに寄与するものであった。
しかし、相馬を始めとした発見の当事者たちは、その事実を隠蔽して沈黙に徹している。宮島はこの件について、「隠蔽を指示できるのは、関係者で最年長の（相馬）御風であろう」と判断した。その理由は、河野が糸魚川まで現地調査に来た際に相馬や伊藤と会っていないこと、さらに旧知の仲である考古学者の八幡にもヒスイ発見について伝えていないことが発見の事実を隠匿してきたことの証左であるとした。
宮島の推定では、4年間にわたるヒスイ隠匿が露見しないように、相馬、伊藤、鎌上、そして大町が相談の上で「1938年（昭和13年）に大町が発見した」シナリオを作り上げたとする。実際、大町は河野に対して相馬とヒスイの関わりを話していない。河野は相馬たちにとって、面会をできれば避けたい訪問者であった。小林から河野のもとにヒスイが送られてしまったのは相馬たちにとって予想外の事態であり、彼らの立場が危機的な状況に陥りかねないことを意味していた。相馬たちがなぜヒスイの発見を隠蔽して沈黙を貫いたのか、それはヒスイを戦争に利用を利用させまいとした「命懸けの信念」ではなかったかと宮島は記述している。
相馬は糸魚川に帰住する前、アナーキストの大杉栄と友人関係にあった。しかし、相馬の編集による『早稲田文学』1915年11月号と1916年1月号が危険思想の表れとして発禁処分となり、それと前後して大杉との交流も断絶している。帰住後の相馬は、『野を歩む者』の誌上などで「転向」したことを示していたものの、特高警察による監視は長きにわたって続いていた。第二次世界大戦の終戦後も、相馬はヒスイについて沈黙を貫いた。この点について宮島は、進駐軍によるヒスイの没収を恐れ、公表を避けたのではないかと推定している。
宮島は『糸魚川市史』第1巻（1976年）でヒスイ発見年を1938年（昭和13年）に変えたのは、監修者で執筆者でもある青木の「意図的な改変」と指摘した。しかし、この改変は相馬によるヒスイ隠匿を批判されないための配慮と解釈することが可能だと宮島は記述している。ただし、宮島によれば相馬の沈黙はヒスイを戦争推進に利用されないためのもので、青木による改変（発見年、案内者、ヒスイの送付時期）はあちこちで矛盾が生じるものであった。宮島は青木の改変について「編著者の青木にはメリットがないことであり、悪意があって行われたものではないことは明白である」として、青木の唯一の目的は、郷土の偉人である相馬のイメージを下落させないことであったと意見を述べた。

## 未来に向けて

### 第二次世界大戦後のヒスイとその受難

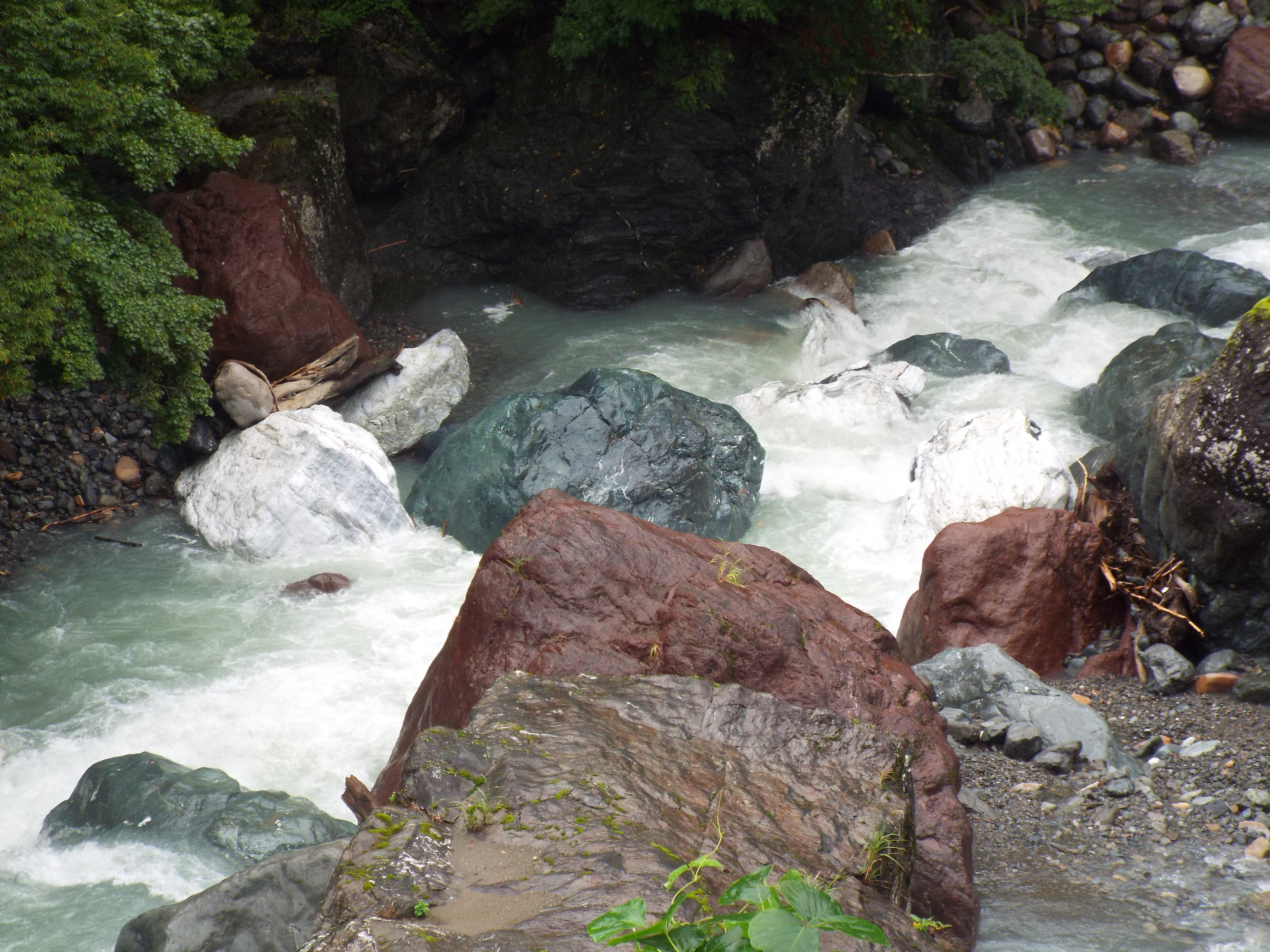
小滝川の流れに洗われるヒスイ原石、2018年9月15日

地球科学者の岩生周一は、第二次世界大戦後に小滝川ヒスイ峡近辺の地質調査を行った。この結果は、地質調査所報告No.153「新潟県小滝産の曹長岩およびこれに伴うヒスイについて-窯業原料の研究-」（英語）として1953年（昭和28年）に発行された。この報告では宝石としての価値について「量が少なく、濃い緑色ではないので優れた宝石とはならない」とし、むしろ曹長岩が窯業原料やガラス材料として有望な資源になり得ることを強調していた。
やがて小滝川ヒスイ峡は日本国内で最初に発見されたヒスイの産地として、考古学者や郷土史家を中心に歴史的および文化財的な評価が高まっていった。評価の高まりはヒスイ保護運動につながり、1954年（昭和29年）2月には新潟県の天然記念物に指定された。当時の指定内容は「明星山下の硬玉岩塊」というもので、指定の地域はあいまいであった。
1954年（昭和29年）6月、糸魚川町と8つの村（浦本村、上早川村、下早川村、大和川村、西海村、大野村、根知村、小滝村）が合併して糸魚川市が発足した。糸魚川市発足直後の8月、小滝川ヒスイ峡で事件が発生した。それはダイナマイトでヒスイ原石を爆破し、叺を使って3俵分ものヒスイを盗もうとしたものであった。この事件は運び出しの前に発覚し、犯人は書類送検となった。
ヒスイの受難はそれだけで終わらず、同年10月にはさらに大きな問題が発生した。10月末に、小原秀憲という人物が糸魚川市教育委員会を突然訪問してきた。小原は「日本宝石鉱業会社代表発起人」という肩書の名刺を持ち、元国務大臣による紹介状を携えていた。
小原の用件は、銃把（ピストルの握りの部分を指す）の装飾用に、ヒスイの原石をアメリカに10万ドル（当時の日本円で3600万円）ほど輸出したいというものであった。小原はその見本として小滝川のヒスイ2個を採掘したいので許可をほしいと言い、すでに新潟県からの内諾も得ていると付け加えた。この話は、新潟県から教育委員会には何も知らされていない予想外のことであった。
新潟県がなぜ採掘という保護とは相容れない行為を許可したのか、それは外貨の獲得が名目であった。小原は糸魚川市を訪問する前、新潟県庁や県知事を訪問していた。彼はそこで大臣の紹介状を掲げ、ヒスイ資源の探査と開発、そして外貨獲得について構想を述べていた。しかし、小原とその周囲には不審な点があった。8月に発生した盗掘未遂事件の容疑者は、小原の会社の関係者だった。しかもその容疑者は、小原の10月の糸魚川訪問にも同行していた。
ヒスイ採掘に対して当初、糸魚川市教育委員会は「指一本触れさせたくない」と反対し、糸魚川郷土研究会、新潟県文化財保護連盟、考古学会などもそれに同調していた。新潟県教育委員会も、同じく「文化財指定の意義が薄れる」などと採掘不許可の立場であった。
しかし、当初は反対していた人々の発言が揺らぎを見せ始めた。これは小原の背後にいた政治的な実力者が、反対派に圧力をかけたのではないかという新聞記事がでるほどであった。11月29日に、新潟県文化財保護審議会は、結論を留保した。その翌日、新潟県議会の総務文教委員会でヒスイ採掘の問題が取り上げられた。そのとき上がった意見では、文化財としての保護を望むものが多かった。
しかし、一転してヒスイの採掘が許可された。小原はヒスイ原石の払い下げ代金として新潟県におよそ22万円を支払い、1954年（昭和29年）12月18日に2個のヒスイ原石がダイナマイトを使って爆破された。爆破後のヒスイは、10人の作業員が叺を使って運び出した。糸魚川郷土研究会によると、爆破された2個のヒスイは「ヒスイ峡の中でも一番値打ちのあるもの」だった。ところが、小原の申告では「ろくなものではない、体積は2立方メートルと3立方メートル」とされていたが、実際はさらに大きな体積を持つものであった。
小原によるヒスイ採掘は、この1回のみで終わった。彼が掲げていたヒスイ資源の探査や開発などは行われることさえなく、糸魚川の人々は貴重なヒスイ原石の一部を永久に失う結果になった。ただし、この顛末によってヒスイの価値が改めて認識された。1955年（昭和30年）、小滝川ヒスイ峡は国の天然記念物となった。新潟県の天然記念物だったときに曖昧だった指定範囲が見直され、指定地内ではヒスイを含めたすべての岩石の採取が禁じられている。
天然記念物に指定された小滝川ヒスイ峡付近では、古生代から中生代に形成されたと考えられる蛇紋岩体の他、古生層、中生代ジュラ紀や白亜紀の地層が見られる。中でも古生層は前述の蛇紋岩体の他、地中深くで形成された様々な岩石が混在したメランジュや、後期古生代の石灰岩体が見られる。ヒスイは蛇紋岩帯の中に産出し、渓谷内に転石として分布するようになったと考えられている。
また小滝川ヒスイ峡は、赤禿山の北斜面の長さ約2キロメートル、幅約1キロメートル、深さ50メートルから100メートルに及ぶ大きな地すべり帯の末端に位置している。1991年の融雪期、この地すべり帯の末端である小滝川ヒスイ峡一帯で地すべりが発生した。早速、関係機関によりヒスイ峡保全委員会が立ち上げられて実態調査が行われた。その結果、地すべりが起きたヒスイ峡付近のみならず、地すべり帯上部の高浪池付近から地面の変動があったことが推定されたため、応急的な措置では間に合わないことが予想された。そこで地すべりの頭部では排土を行い、滑りの要因ともなる地すべり帯の地下水を排水する設備が施工された。そして地すべりの激しかった部分ではくい打ち、補強鉄筋などを施し、地すべり末端部の更なる崩壊を防ぐために小滝川の護岸工事を行うことになった。排水設備と護岸工事の成果によって、ヒスイ峡は埋没の危機を逃れている。

### 地域および観光資源としてのヒスイ

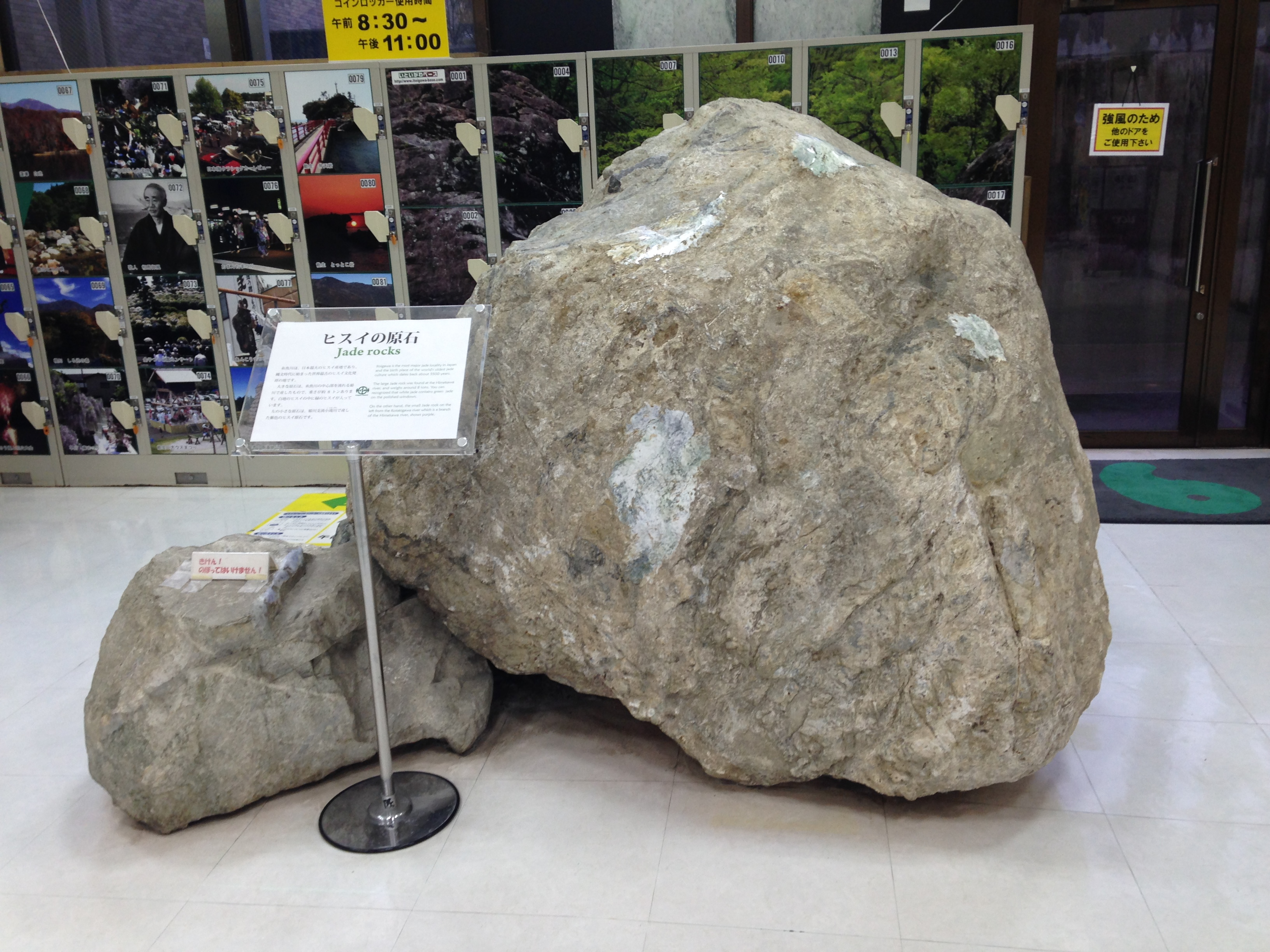
ヒスイ王国館1階に展示された原石、2015年1月22日

既に述べたとおり、糸魚川はヒスイを始めとする鉱物資源に恵まれた地域である。糸魚川のヒスイはマスコミの報道などを通じて観光資源として取り上げられる機会が増えるにつれて日本国内だけではなく世界からも注目され、宝石としての値打ちも高まった。糸魚川にはヒスイを求める観光客などが訪れるようになり、「石の愛好家にとって聖地」とまで表現されるほどになった。
糸魚川では地元のヒスイ愛好家の尽力によって、「翡翠園」が1978年に建設された。この日本庭園は「昭和の小堀遠州」と称された造園家、中根金作が設計と監督に携わったものである。庭園の敷地面積は17,000平方メートルに及び、入り口近くに置かれた70トンのコバルトヒスイ原石を始め、庭園の曲水にもヒスイ原石が配置されている。敷地内にはヒスイ美術館も併設されていて、ヒスイ製の美術工芸品を鑑賞することができる。ついで1981年には同じく中根の設計によって、「玉翠園」が開園した。玉翠園は室内から鑑賞可能な庭園として造られ、休憩所にはヒスイの一枚板を天板としたテーブルが備えられている。

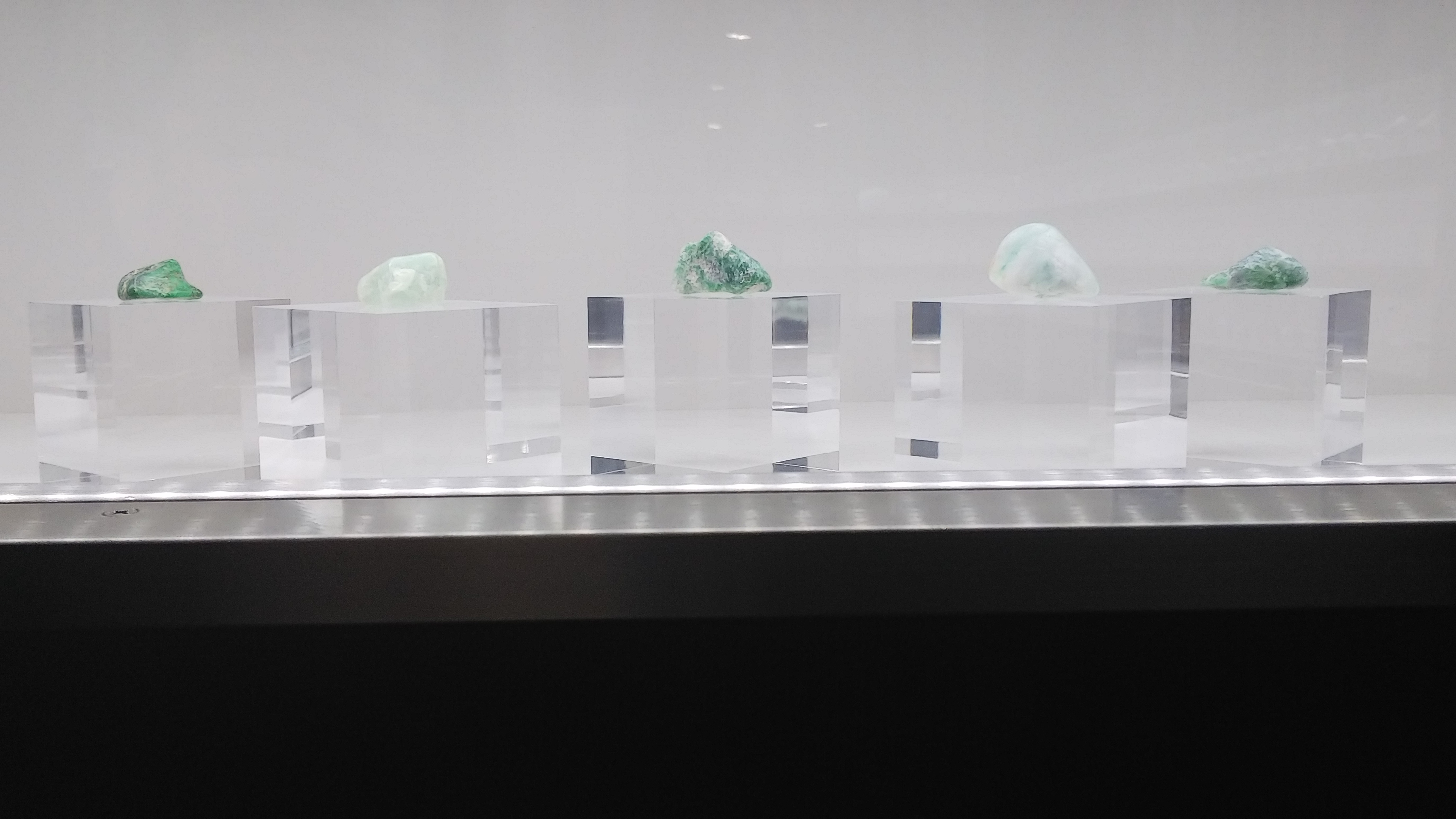
フォッサマグナミュージアムでのヒスイ原石展示（ヒスイ海岸）、2018年5月12日

1987年、当時の糸魚川市長である木島長右ェ門のもとでフォッサマグナやヒスイを活用する『フォッサマグナと地域開発構想』がまとめられた。この構想のもとで1990年に造られたフォッサマグナパークに続いて、1994年にフォッサマグナミュージアムが建設された。
フォッサマグナミュージアムはメイン展示の1つとしてヒスイ原石を多く所蔵し、ヒスイ原石の生成から古代のヒスイ文化とその消滅、再発見の経緯などを映像やジオラマを駆使して多角的な紹介を試みている。さらにフォッサマグナミュージアムでは、人々が海岸などで拾得した石の鑑定も行っている。
鉱物・化石情報誌の『ミネラ』では複数回にわたって糸魚川のヒスイを特集し、探索スポット（ヒスイ海岸など）の解説やコレクターが見つけたヒスイ原石の優品を紹介している。糸魚川市内には、ヒスイを見たり触れたりすることのできる場所が市内各地に存在する。
小滝川および青海川ヒスイ峡では、ヒスイ原石に限らず他の岩石、鉱物、化石などの採取は全面禁止である。小滝川ヒスイ峡で1991年に発生した地すべり対策工事の一環として、ヒスイ以外にも様々な岩石の宝庫ともいうべき小滝川ヒスイ峡の特性を生かすべく、護岸工事に用いた約4300個の岩石をまずその岩石が形成された年代ごとに6つに区分けし、更に種類ごとに並べた学習護岸が設けられた。
親不知海岸近くの道の駅「ピアパーク」そばでは、ヒスイコレクターが週末を利用してヒスイ原石などの露店を出している。日本海から糸魚川駅に通じる大通りには「ヒスイロード」の愛称がつけられ、ヒスイ原石のオブジェが数か所に設置されている。糸魚川駅近くのヒスイ王国館（ヒスイの加工及び販売）や、コレクターが自身のコレクションを展示する私設博物館「小さな糸魚川ヒスイ原石館」などがあり、商店や事業所などの店先にもヒスイの原石展示がよく見られる。
ヒスイ観光には糸魚川市も力を入れ、地元のバス会社（糸魚川バス）は「翡翠紀行」や「縁結びより」などの日帰りバスツアーを企画している。ツアーの日程にはヒスイ海岸、小滝川ヒスイ峡、翡翠園などのヒスイにかかわる名所めぐりやヒスイのブレスレット作り体験などが組み込まれ、ヒスイと糸魚川を短時間で経験することが可能である。商工会議所などの企画により、「ヒスイネイル」（製品加工後のヒスイパウダーを利用）や「ヒスイカクテル」（糸魚川の地酒を使ったカクテル）の展開など、ヒスイを利用した商品開発も進んでいる。

### そして国石へ
アメリカ合衆国の鉱物学者、ジョージ・フレデリック・クンツ (1856年-1932年）は、1913年の自著 "The Curious Lore of Precious Stones" で、日本の国石について水晶がふさわしいと記述した。クンツは国石に関する概念を初めて提示したことで知られるが、ヒスイ研究にも貢献している。クンツには日本を訪れた経験はなかったが、明治年間に山梨県などで加工された「日本式双晶」と呼ばれる水晶の標本類がアメリカ国内に輸入されたことや、エドムント・ナウマンの弟子で東京大学の和田維四郎の著書などを参考に決めたという。ただし、日本の国石としての水晶はほとんど認識されておらず、定着もしていなかった。
クンツの記述から約100年を経て、日本鉱物科学会は学会の一般社団法人化事業の一環として国石選定事業を行い、2016年（平成28年）9月24日に「ヒスイ（ヒスイ輝石およびヒスイ輝石岩）を選定した。これに先立って同年5月10日、地質の日に合わせて日本地質学会が各都道府県の象徴として「県の石」を発表していた。これを受けて宮島が国立科学博物館の宮脇律郎に国石選定について話を持ち掛けたところ、宮脇が学会の一般社団法人化事業として行うように働きかけて実現に至った。
選定の手順は、まずワーキンググループによる国石の条件に関する議論を行い、選定に必須な2つの項目を設定した。次いで必須ではないが望ましいものとして、3つの項目を決めた。
ワーキンググループが設定した必須な2つの項目と望ましい3つの項目は、以下のとおりである。
1. 日本で広く知られている国産の美しい石であること。（必須）
2. 鉱物科学や地球科学の分野はもちろん、他の分野でも世界的な重要性を持つこと。（必須）
3. 長い時間、広い範囲にわたって日本人の生活に関わり、利用されていること。（望ましい）
4. その石の産出が現在まで継続し、野外で観察できること。（望ましい）
5. 野外での見学が、法律による保護などによって持続可能であること。（望ましい）[18][19][20]

ワーキンググループは次に選定方法について議論を行い、4段階のプロセスを決めた。
1. ワーキンググループが叩き台として、国石の条件を揃えていると思われる石を10種類程度1次候補として挙げる。
2. 1次候補の情報を日本鉱物科学会のウェブサイトに掲載し、学会の中にとどまらず一般からも国石候補の推薦（公募候補）を含むパブリックコメントを募集する。
3. 1次候補と公募候補についてワーキンググループが討論し、最終候補として5候補を選抜する。
4. 学会の年次総会で、5候補から会員の投票によって国石を決める。[18][19][20]

選定について一般にも門戸を開いたのは、できるだけ多数の人々の関心を集め、国石候補にその意見を取り込む目的があった。そして最後は会員による投票で決めることとなった。まずワーキンググループは1次候補として、花崗岩、輝安鉱、玄武岩、讃岐石、桜石、黒曜石、自然金、水晶、トパーズ、ヒスイ、無人岩の11種を選んだ。次いで一般からの公募候補には、大谷石、赤間石、安山岩、かんらん岩、絹雲母、黒鉱、結晶片岩、琥珀、さざれ石、硯石、石灰岩の11種が選ばれた。ワーキンググループはこれら22候補の中から最終候補として、花崗岩、輝安鉱、自然金、水晶、ヒスイを選んだ。これらの候補は、国石の条件1から5の各項目について詳細に検討された。
投票は2016年（平成28年）9月24日、日本鉱物科学会の総会で実施された。学会員がそれぞれ無記名で投票し、有効投票数の過半数を得たものを国石に選ぶが、1回目で過半数の得票を得た候補が存在しない場合は、上位2候補による決選投票を実施することになった。
第1回目の投票では、ヒスイ48票、水晶35票、輝安鉱23票、自然金10票、花崗岩8票という結果であった。上位2候補による決選投票では、ヒスイ71票、水晶52票となり、ヒスイ（ヒスイ輝石およびヒスイ輝石岩）が国石に選ばれることになった。
糸魚川ユネスコ世界ジオパークではヒスイの国石選定を受けて、缶バッジやポスターなどのグッズを作成してそのPRに努めた。フォッサマグナミュージアムでも、国石となったヒスイをさまざまな面から扱った書籍『国石 翡翠』を2018年に発行している。

### 今後の課題-保全と「ワイズユース」

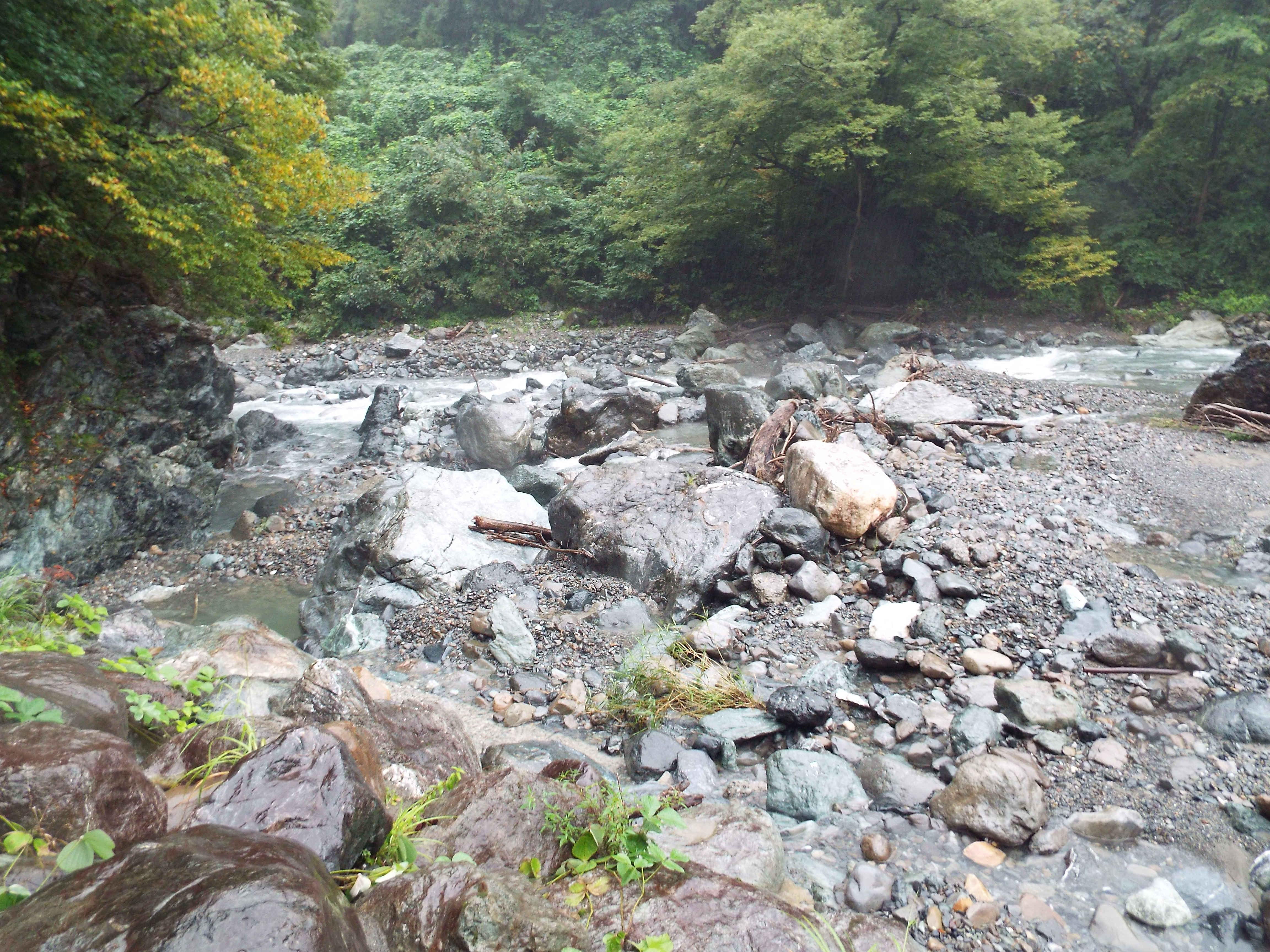
青海川ヒスイ峡（2018年9月15日）

糸魚川地方に限らず、日本国内でのヒスイ産地は天然記念物として保護の対象にしているところがよくみられる。しかし、その指定があっても盗掘事件がたびたび発生している。
青海川ヒスイ峡では、20世紀末の1998年（平成10年）と1999年（平成11年）に規模の大きな破壊と盗掘が発生した。そのため文化庁との協議の結果、被害に遭ったヒスイのうち重量102トンと46トンの原石を移動し、翡翠ふるさと館内（糸魚川市親不知）と青海総合文化会館（糸魚川市大字青海）の前でそれぞれ保存することになった。
宮島宏はヒスイの盗掘について自著『翡翠ってなんだろう2019』（2019年）において、「このようなことが今後も続けば、糸魚川市の河原や海岸で見つかる翡翠はどんどん減ってしまうことでしょう。（中略）未来の人も楽しみ、学ぶことができるように、手で持てないような大きな翡翠の不法な採取はやめましょう」と警告した。さらに宮島は『日本の国石「ひすい」-バラエティーに富んだ鉱物の国-』（2019年）で持続可能な活用の考えとして、「ワイズユース」（賢明な利用）を紹介した。宮島はワイズユースの考えをヒスイ保護に適用して、十分な保護と活用の対策がなされた上でのヒスイ探しは人々に楽しみをもたらすだけではなく、地元への経済効果も期待でき、将来にわたって持続可能となると指摘した。

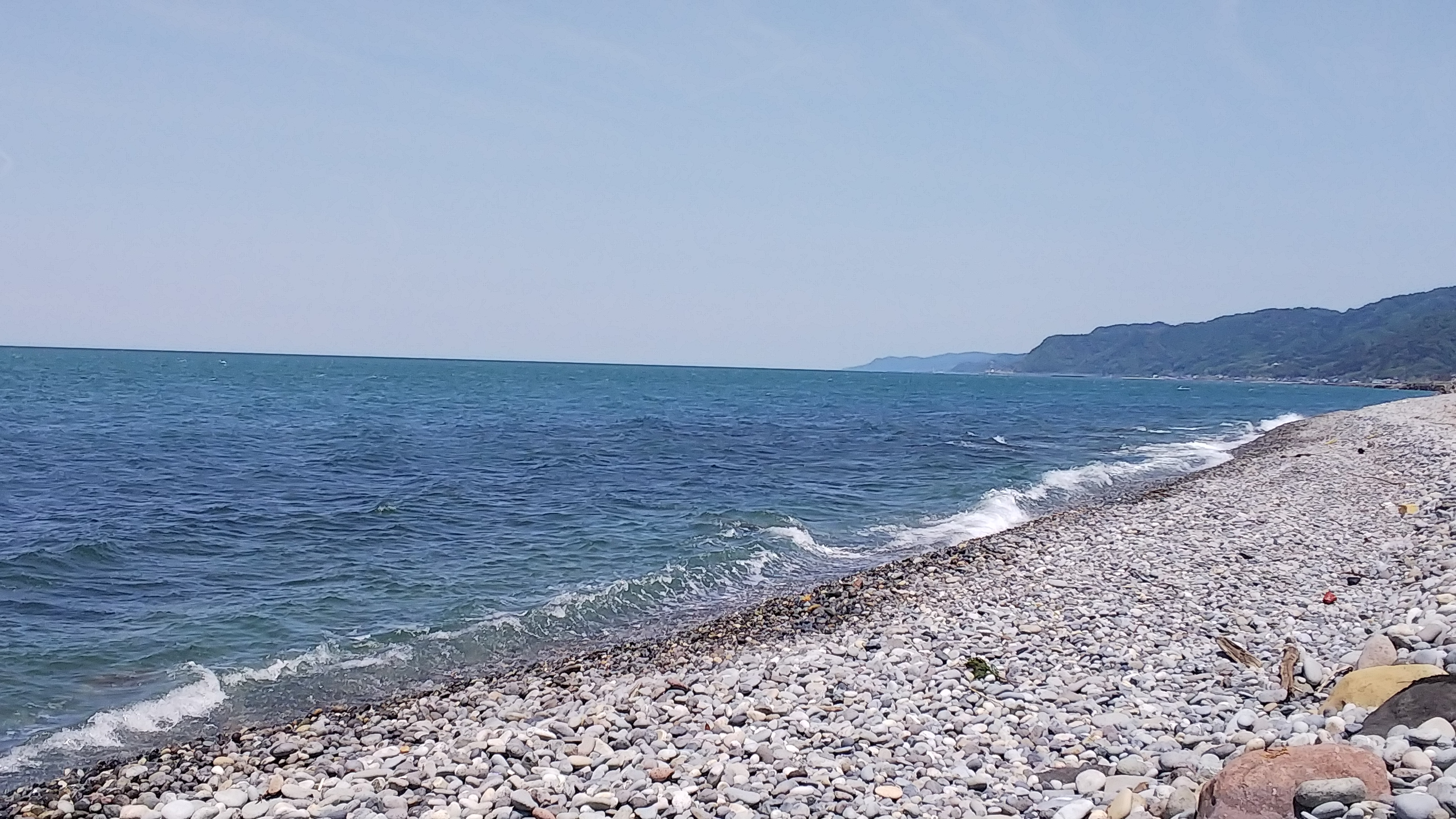
ヒスイ海岸（新潟県糸魚川市寺町付近、2018年5月11日）

かつて糸魚川駅に近い海岸は砂利浜で、広大な面積を利用して子供たちが野球に興じるほどであった。この砂利浜には、姫川から流下したり日本海の波に打ち上げられたりしたヒスイが存在した。その後砂利浜の面積は年々狭くなり、テトラポッドが設置されたために波打ち際に近づくことさえ困難になった。砂利浜消失の原因は、港湾工事による突堤の存在や、土砂災害防止のために河川に造られた砂防堰堤によると推定される。小滝川や青海川などの砂防堰堤が土砂とともにヒスイの流下までもせき止めたために、海岸までたどり着くヒスイが減っている。
ヒスイは他の岩石より重いため、海岸に打ち上げられたとしても他の石の下にもぐって見つけにくくなるという。そして、海岸にあるヒスイは波にもまれて砕かれ、やがては砂や泥程度のサイズとなって消滅してゆく。消滅に至る前に海岸にあるヒスイを採集することも、ヒスイの保護と活用につながる。宮島は砂防堰堤がせき止めた砂礫で満杯になったときに、ヒスイを含む砂礫を海岸まで運搬することによっても持続可能なヒスイの活用が図れるとしている。
フォッサマグナミュージアムの竹之内耕は、砂防堰堤について1つのアイディアを提唱している。それは、小滝川ヒスイ峡の少し上流に砂防堰堤を造ればヒスイ峡への砂礫流入が激減するため、やがては砂礫によって現時点では埋没しているヒスイの巨礫が次第に露出して文字どおりの「ヒスイ峡」になるであろうというものである。宮島はヒスイ峡のグレードアップにつながるこのアイディアに「とても画期的」と高い評価を与えた。